# 富山中教院
富山中教院（とやまちゅうきょういん）とは、富山県富山市中央通りにある神社である。中教院の名は明治初期に各県において設置された大教院の下部組織である中教院に由来し、当時は広大な敷地を有していたが、2018年（平成30年）現在は幅2メートルの小さな祠となっている。また中教院の前の通りは「中教院前通り」と呼ばれる商店街となっている。

## 背景
1868年（明治元年）3月13日、明治政府は太政官布達により「此度王政復古神武創業ノ始ニ被為基諸事御一新祭政一致之御制度ニ御回復被遊候ニ付テハ先第一神祇官御再興御造立ノ土追追初祭奠モ可被為興儀被仰出候」として神道を基として古代の遺風を恢復する祭政一致の方針を明らかにし、次いで3月28日には「中古以来其権現或ハ牛頭天王之類其外仏語ヲ以神号ニ相称候神社不少候何レモ其神社之由緒委細ニ書付早早可申出候事（中略）仏像ヲ以神体ト致候神社ハ以来相改可申候事」として神仏分離の政策を打出した。この神仏分離の政策は民間において廃仏毀釈の運動となって現れ、同年6月22日には東本願寺等を通じてそれが政府の意図と異なることが宣布されたにもかかわらず、各地において廃仏毀釈は実行されていった。しかし、このような神道国教化の政策は各所において行詰りを見せ、より現実的な施策をとるべきだとの意見が強まったので、明治政府は1871年（明治4年）8月8日に神祇官を神祇省に改組し、1872年（明治5年）3月14日には神祇省を廃止して教部省を設置した。このような政策の転換に乗じて、仏教各宗派は連名を以て同年5月13日に「神道ヲ始メ釈漢洋諸科学ヨリ宇内各国ノ政治風俗農功物産ニ至ルマテ悉ク之ヲ講習シ海外ノ講師ニ愧サラシメ人材ヲ棟育シ頑固迂僻ノ悪習ヲ一洗」する神仏混合の皇道宣布機関である大教院の設立を建白し、5月31日には裁可を受けて、6月1日に設立された。この大教院の下部組織として各府県庁所在地に設置されたのが、中教院だったのである。

## 沿革

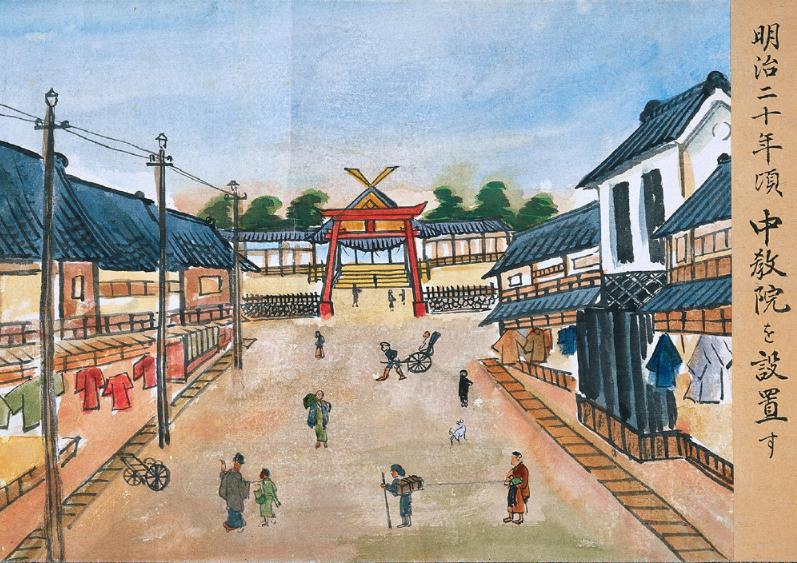
明治時代の富山中教院

新川県においては1873年（明治6年）10月29日に富山餌指町宣教館跡地に中教院が落成し、11月6日から10日にかけて祭典を行った。当時の新川県権令山田秀典は県内の浄土真宗各寺院が求めていた合議所設置の件に対して次のような達を与え、落成した中教院への協力を呼びかけている。
この中教院が所在した場所はもとの勝興寺支坊境内であり、それが大きく削られて中教院の敷地とされたことに上述のような神仏分離、あるいは廃仏毀釈の思潮の影響を見る説もある。富山中教院においても主導権を握っていたのは神官であったというが、一方において元来浄土真宗の影響が強い富山においては実際の布教活動は僧侶が行うことが多かったという側面もあり、全国的にも僧侶と神官の間における対立は次第に深まっていった。このような経緯により浄土真宗各派は盛んに大教院分離運動を展開して、1875年（明治8年）2月に大教院を離脱し、同年4月30日には太政官より神仏合同布教を禁ずる旨の通達があって、大教院は当初の目的を完全に失することとなった。これによって大教院は同年5月3日に解散するに至ったのである。
大教院の解散によって従前の富山中教院もまたその機能を失うこととなったが、その敷地内には1875年（明治8年）3月28日に設置された神道事務局の分局である中教院が新たに置かれており、これが1882年（明治15年）からは教派神道の一つである神宮教（後の神宮奉斎会）の経営に係る富山分教会所となって、伊勢神宮祭主久邇宮朝彦親王の允許を得てその神霊を祀った。この際には伯爵冷泉為紀が直々に神霊を奉持しており、稲垣上新川郡郡長は県境に赴いてこれを奉迎し、富山は全町を挙げて日章旗を掲げこれを迎えたという。1885年（明治18年）5月31日の富山大火により社殿は一時焼亡し、神霊は一時於保多神社に奉遷されたが、同年11月には社殿等を再建した。1899年（明治32年）9月には神宮奉斎会の設立に伴い、名称を神宮奉斎会富山支部と変更している。
その後、神宮奉斎会富山支部は1925年（大正14年）に富山市鹿島町の富山縣護國神社近辺に移転し、大神宮と名称を変更しているが、1945年（昭和20年）8月2日の富山大空襲において全焼し消滅した。神宮奉斎会富山支部が移転したのは、1928年（昭和3年）10月21日に開業した富山市営軌道東部線西町 - 東田地方間を開通させるにあたり、その土地が必要であったからであるという。富山市営軌道東部線開業と同時に神宮教会所跡地には通坊前停留場が開業したが、1959年（昭和34年）9月11日に移転した際に中教院前停留場と名称を変更している。この中教院前停留場は1961年（昭和36年）7月18日に富山地方鉄道富山軌道線山室線が開業すると同時に、同線の停留場ともなったが、1972年（昭和47年）9月21日に東部線中教院前 - 地鉄ビル前間が廃止され、続いて山室線も1984年（昭和59年）3月31日に廃線となったのに伴って姿を消した。しかし、その後もバス停留所名として中教院前の名は残存している。
このように中教院が神道事務局ないし富山分教会所と名を変えていき、あるいは移転した後にもその名は地域に根付いており、1904年（明治37年）頃からは夏季にその境内前に夜店が立ち並ぶようになって中教院の夜店として親しまれるようになった。この近辺には1885年（明治18年）5月31日の富山大火の反省によって計画され、1887年（明治20年）6月11日に竣工式を挙げた防火水路が通っており、その沿線に植えられた柳や松の並木は夏の夜の納涼に多くの人々を集めた。この中教院前の夜店は戦時下において一時絶えていたが、1946年（昭和21年）7月1日に復活し、人々をよろこばせたという。昭和40年代は7月初頭から8月初旬まで、昭和50年代には7月末まで、夏の風物詩として中教院前通りと、交差する中央通り商店街の一部で盛大に行われていたが、両商店街の衰退もあり徐々に期間が短くなり、1990年代初頭には中断された。
戦後になって中教院の由緒を知る人々は、再び富山中教院が所在していた場所に祠を築いた。この祠の幅は約2メートル程であり、日本一小さい神社であるとも言われている。
社殿の老朽化に伴い、2020年に改修が行われた。

## 探訪（ギャラリー）

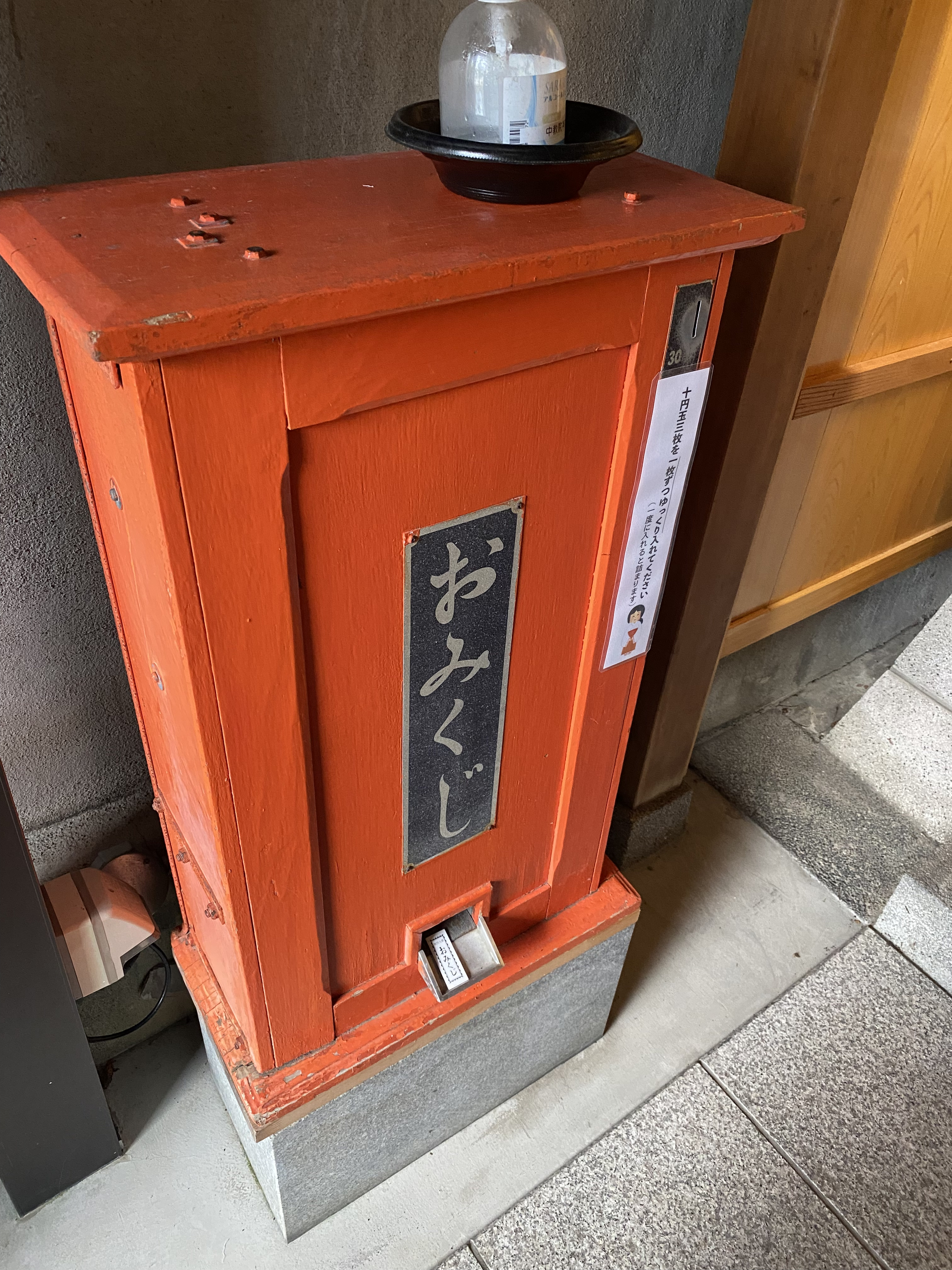
おみくじ自販機1
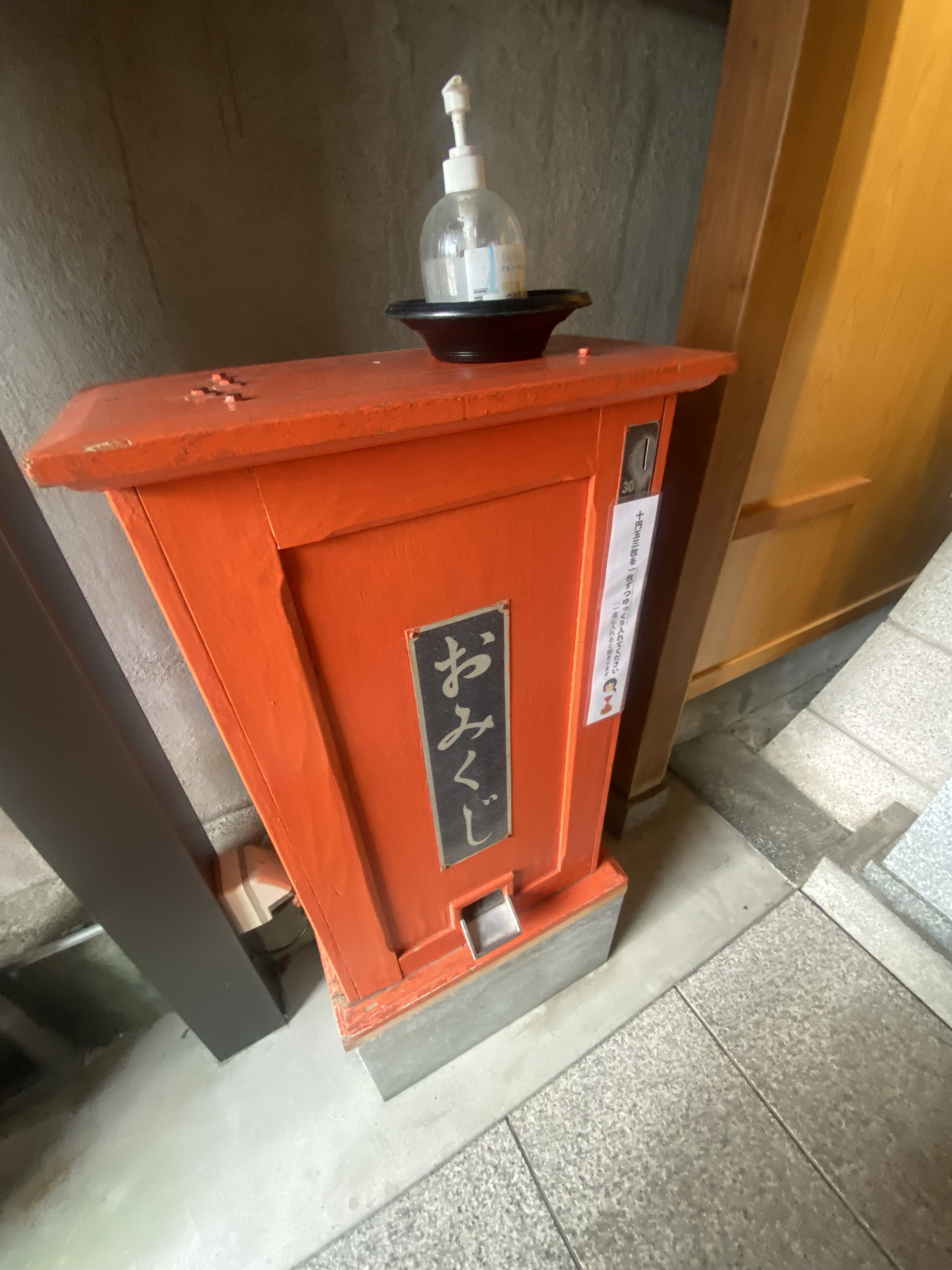
おみくじ自販機2
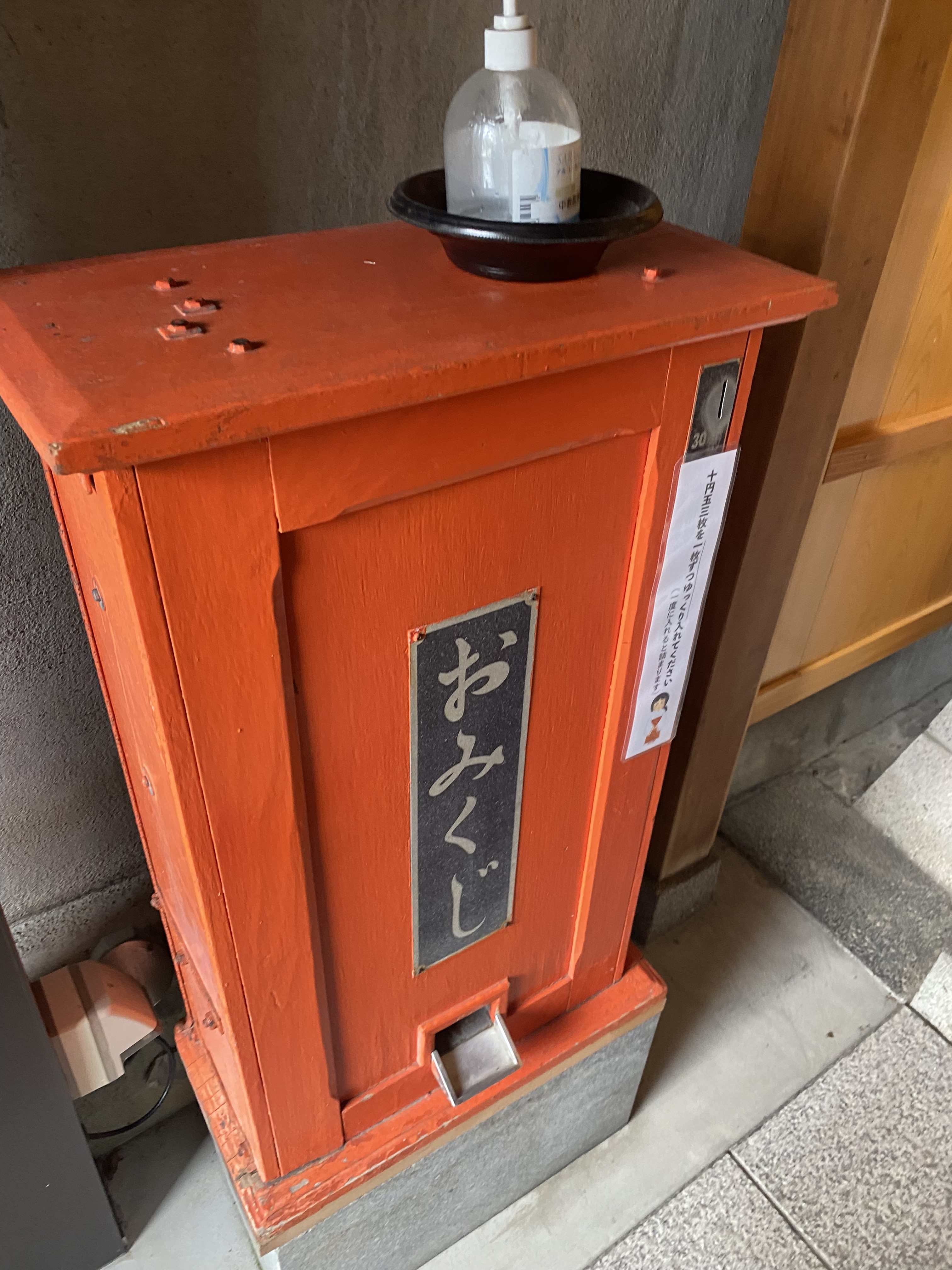
おみくじ自販機3
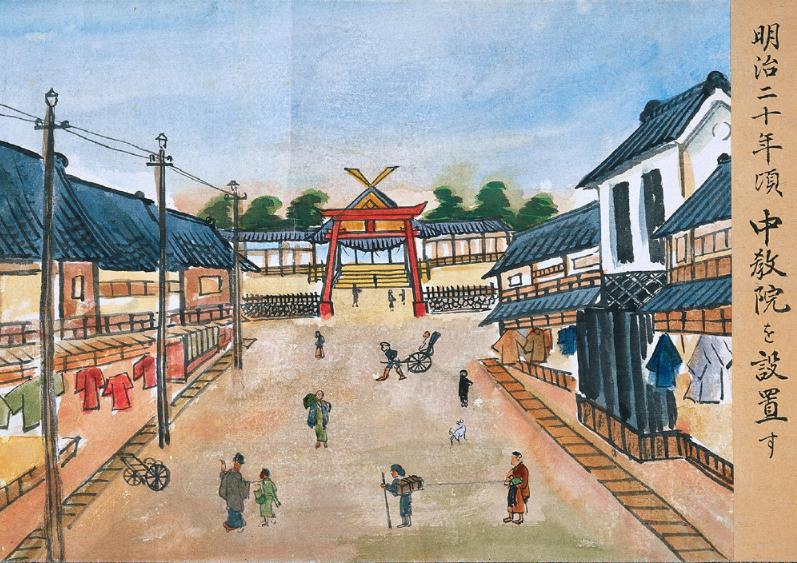
中教院の外観
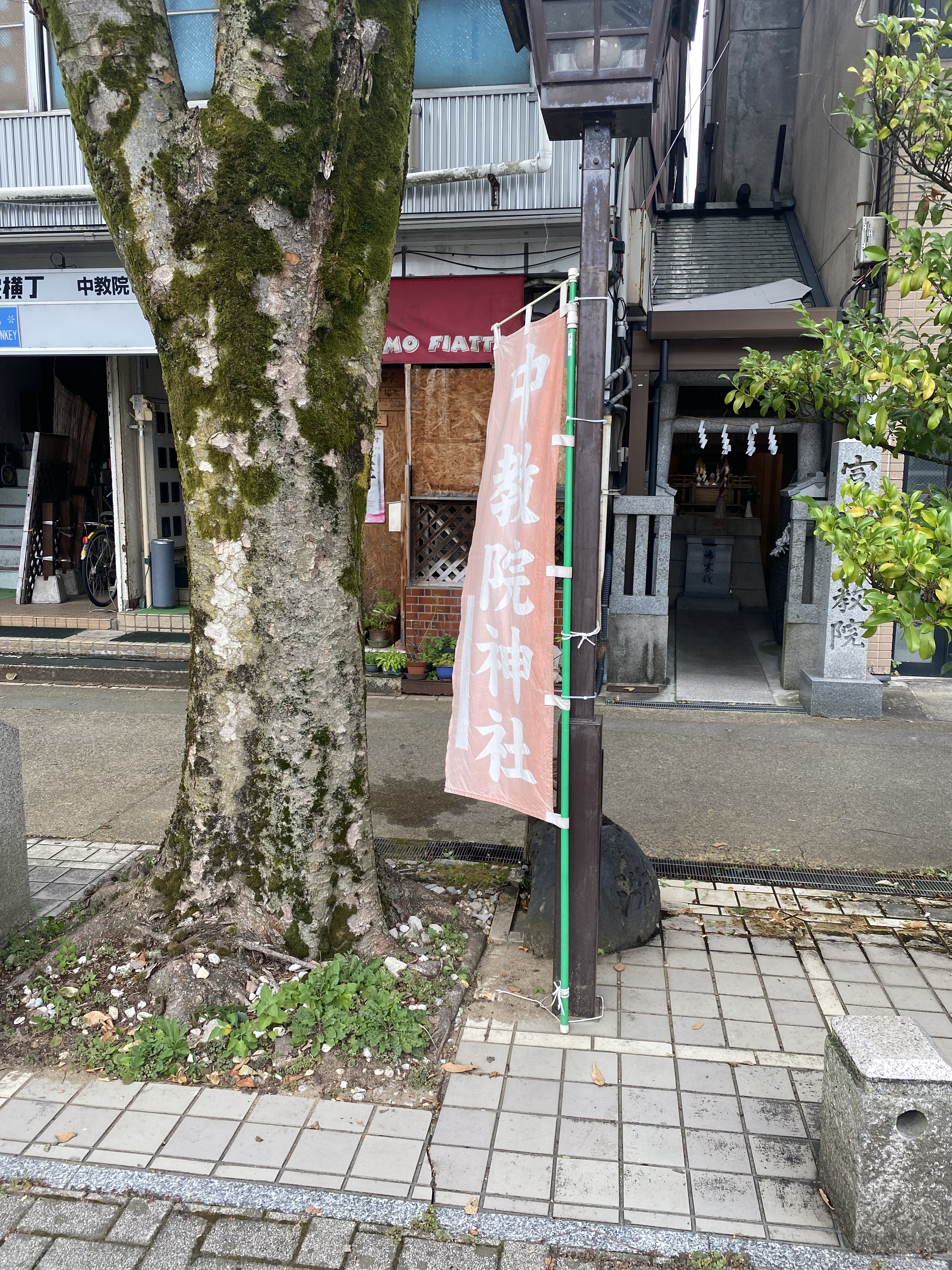
中教院のバナー2
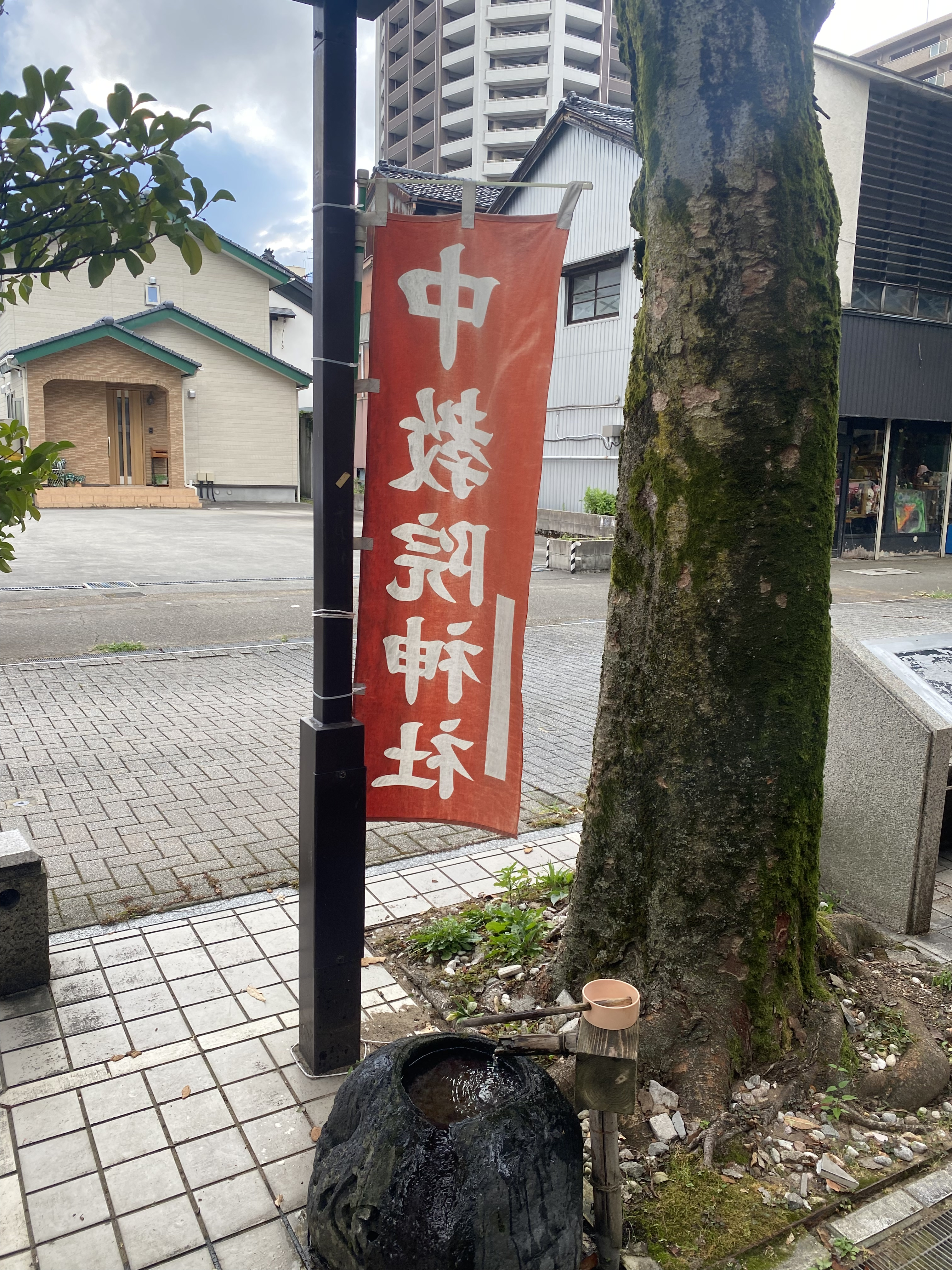
中教院のバナー1
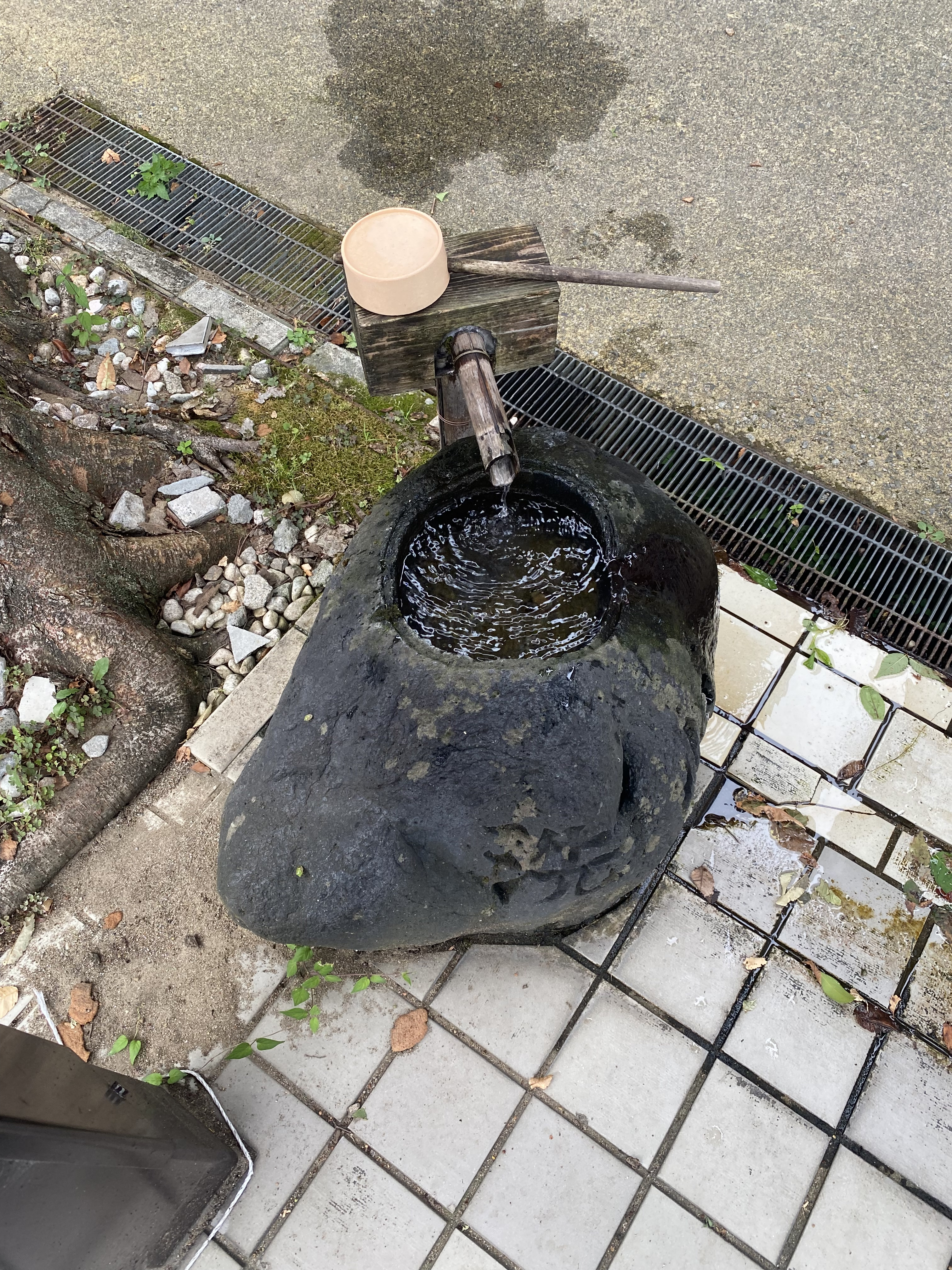
手水舎1
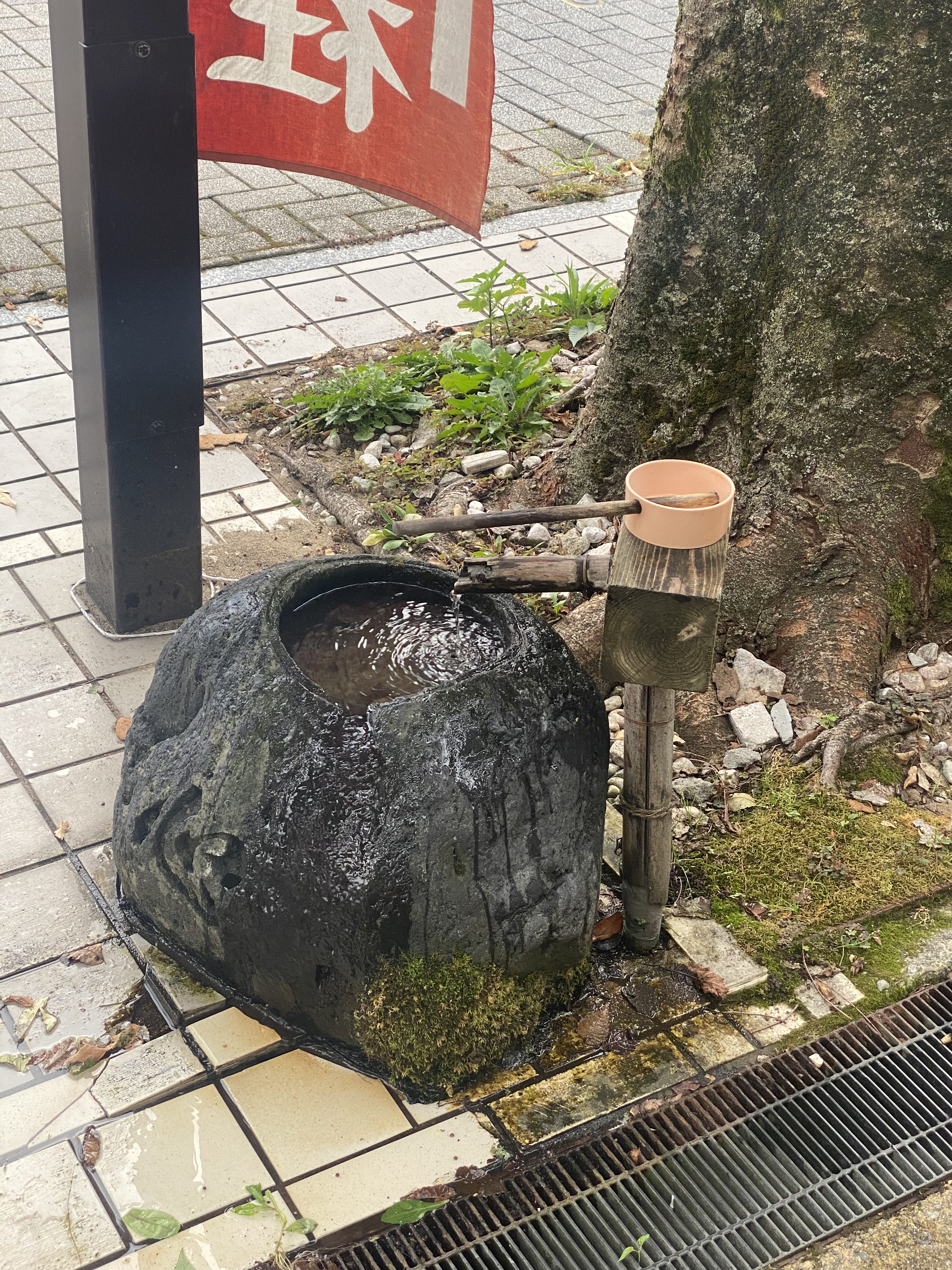
手水舎2
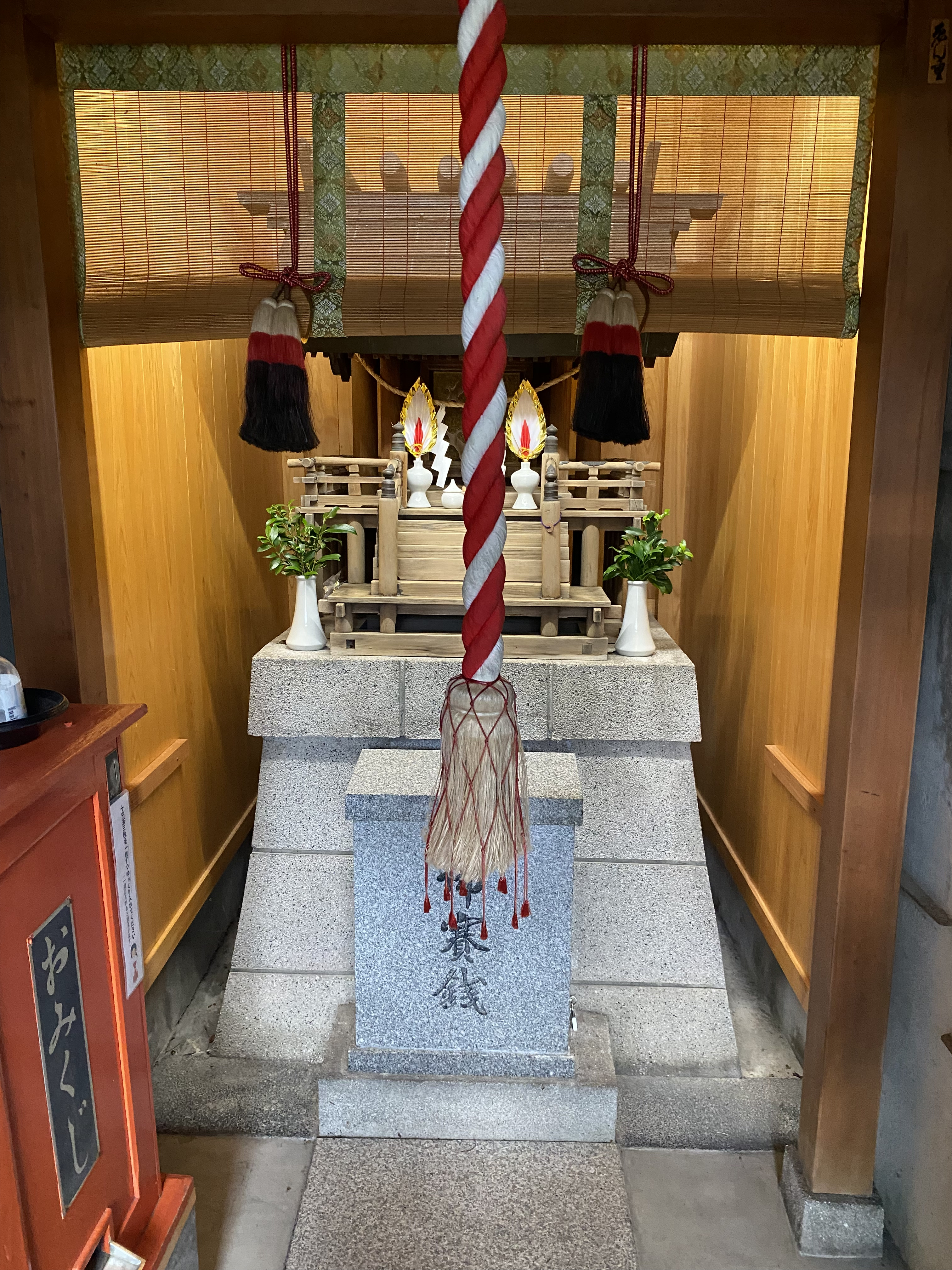
中教院の近景
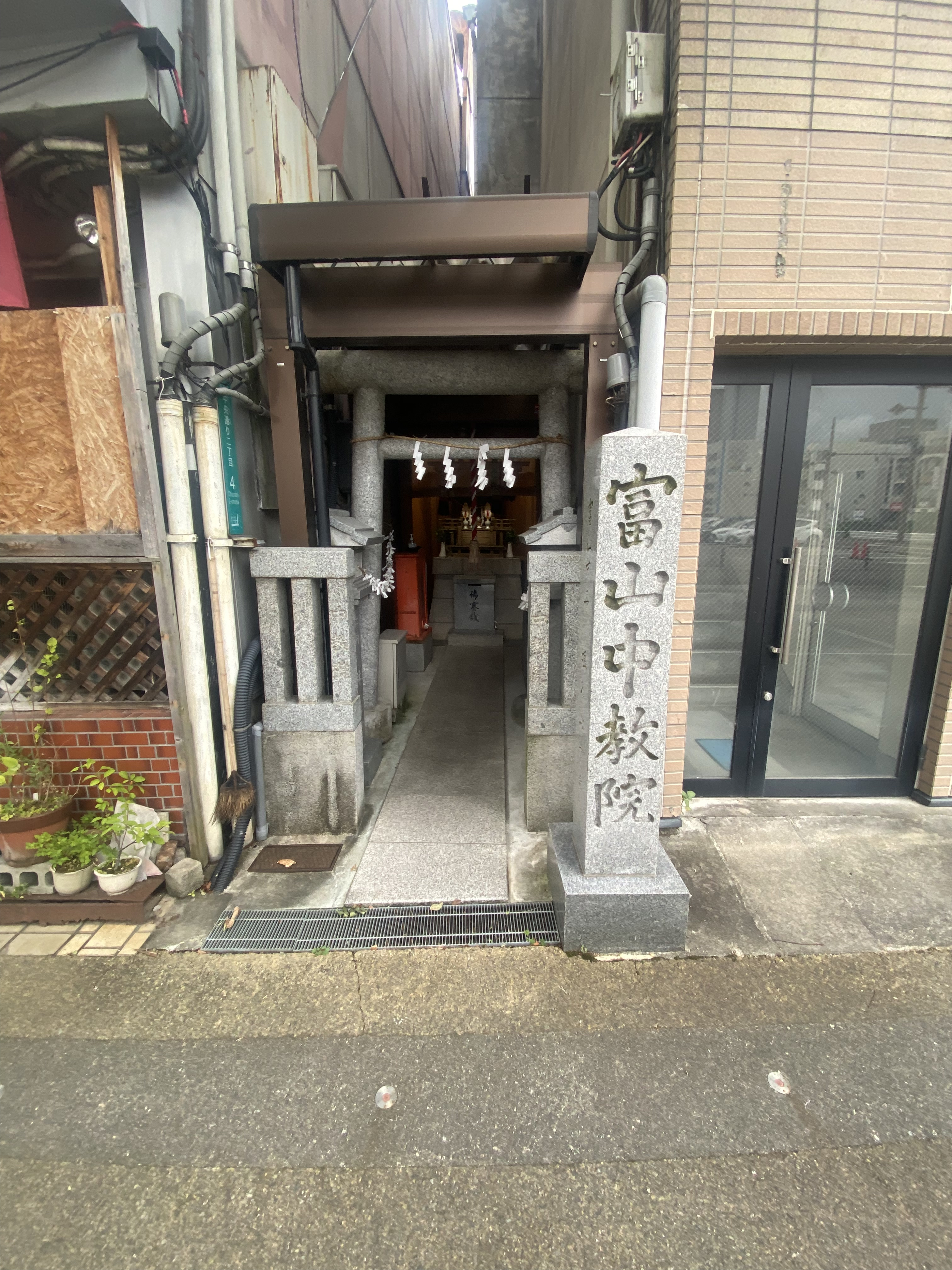
通りから見た中教院の全景
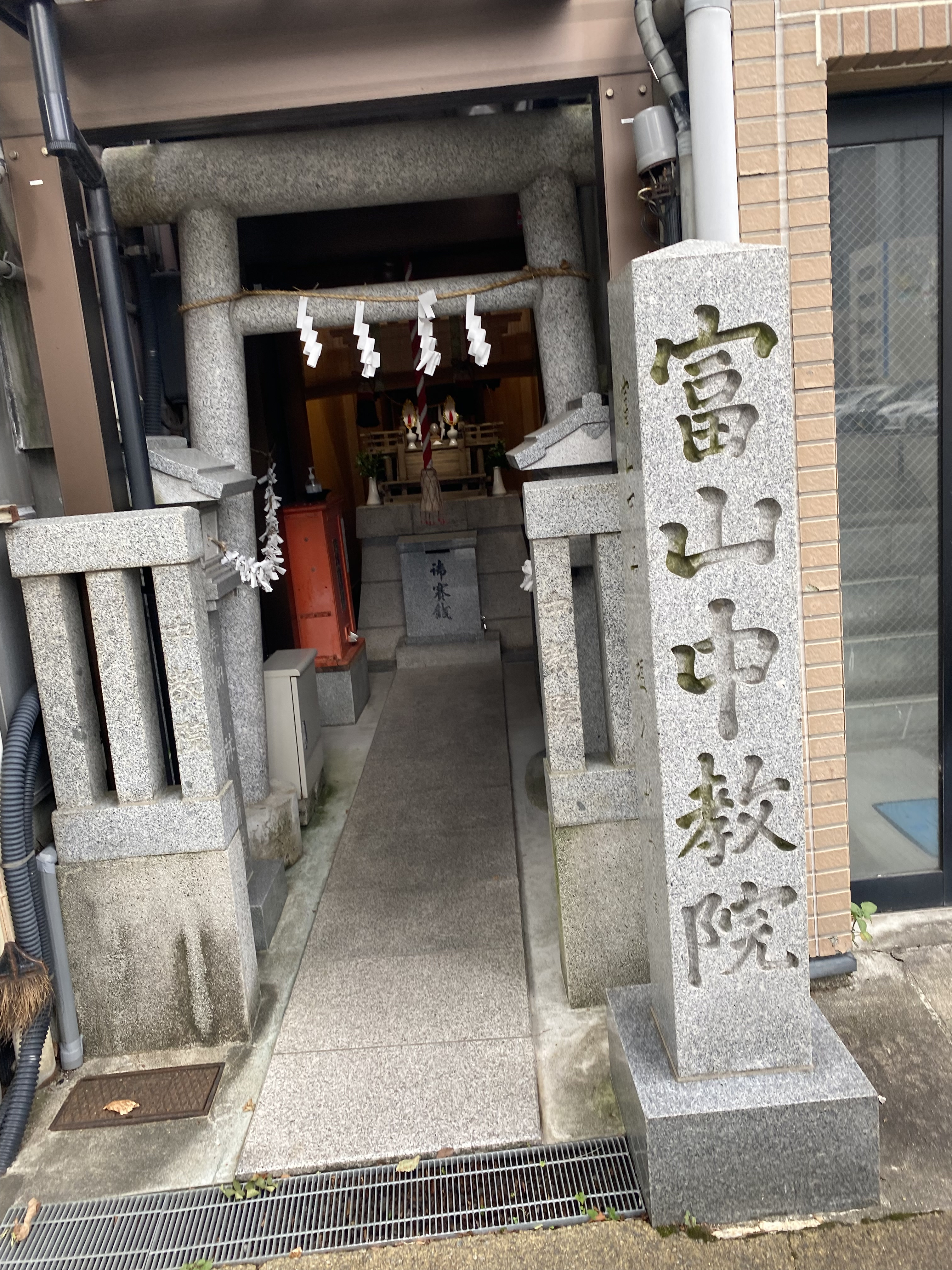
中教院の全景
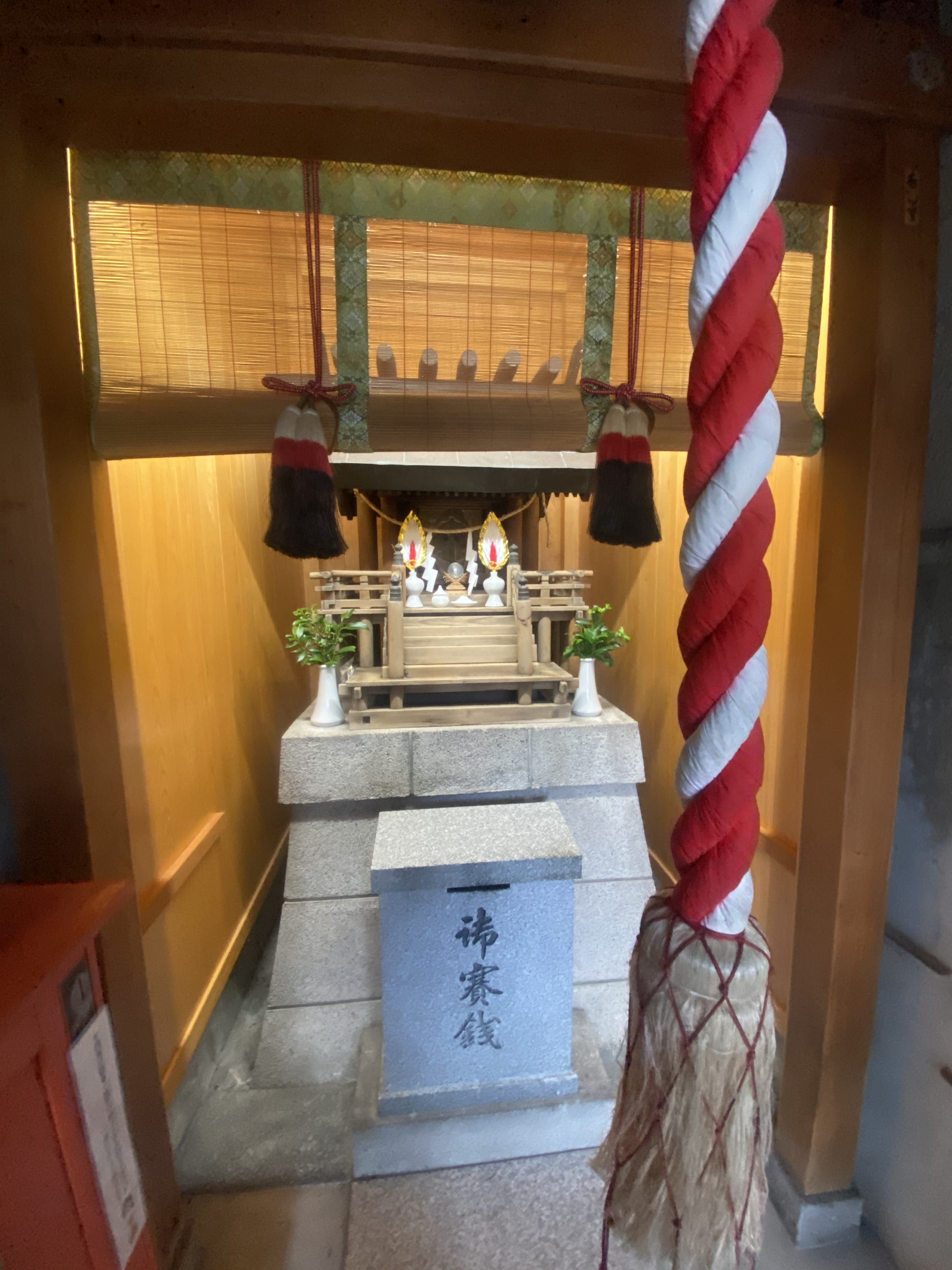
本殿の祭壇近景
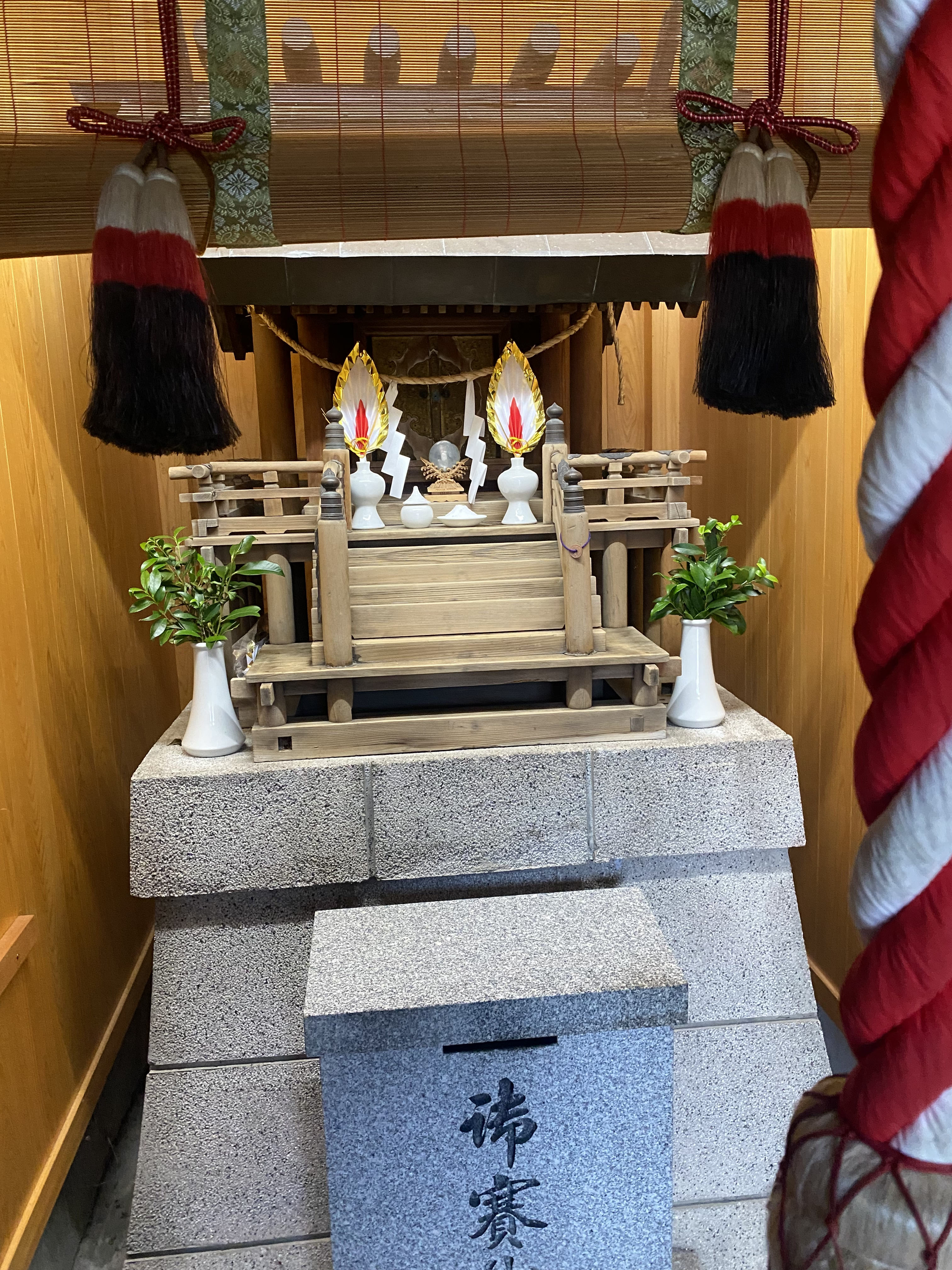
本殿の内部とカーテン
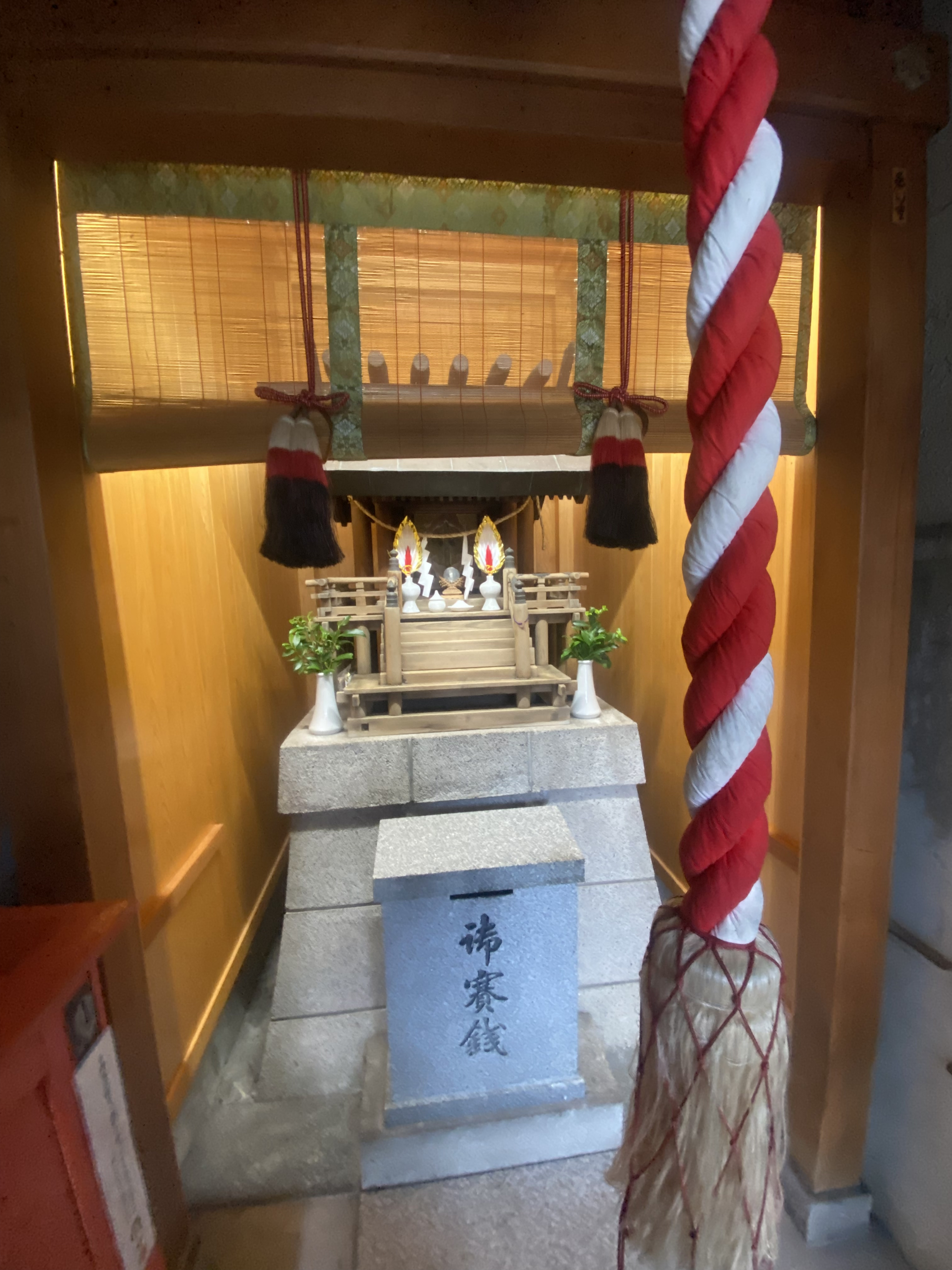
本殿の内部
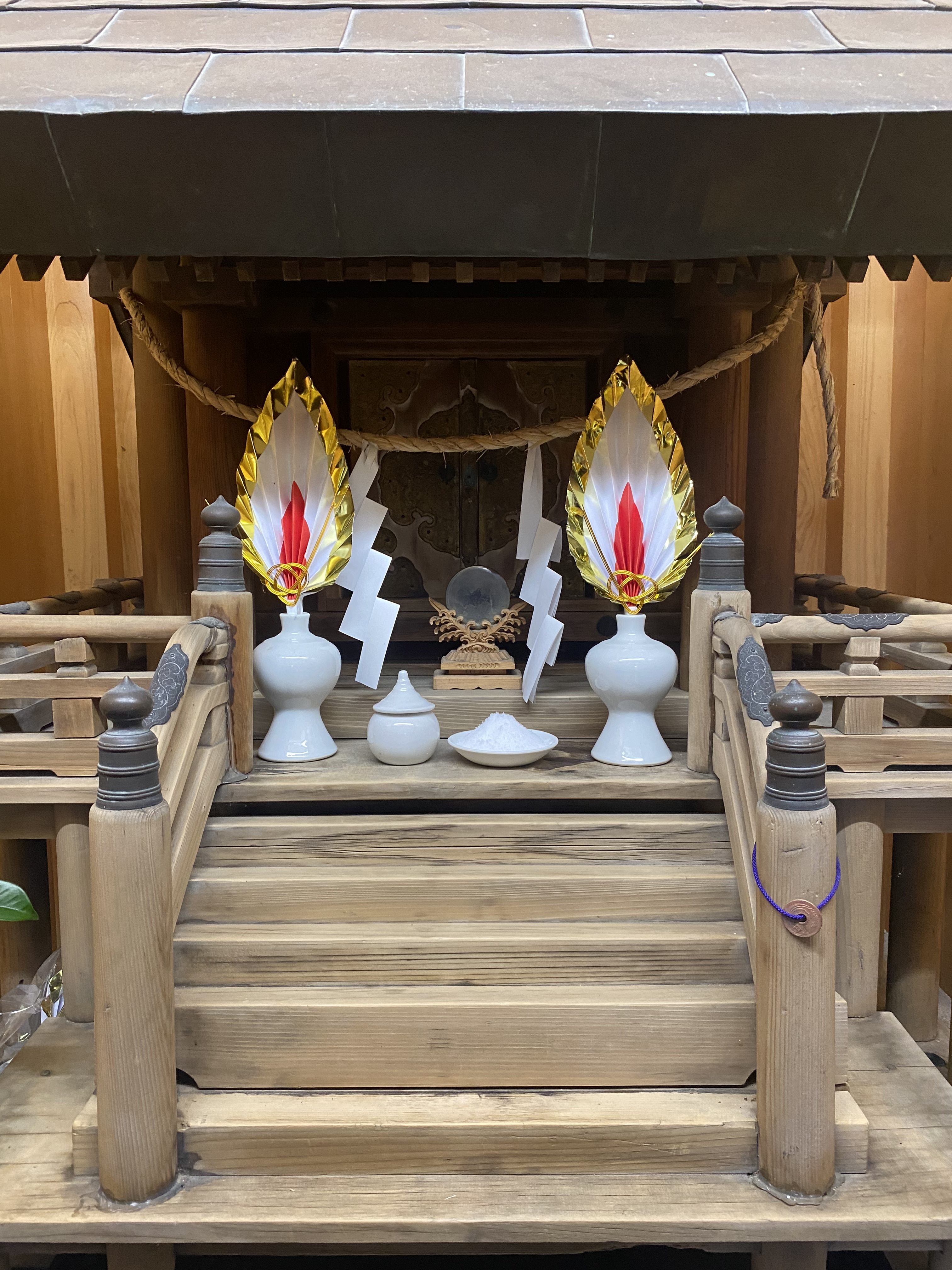
本殿の近景
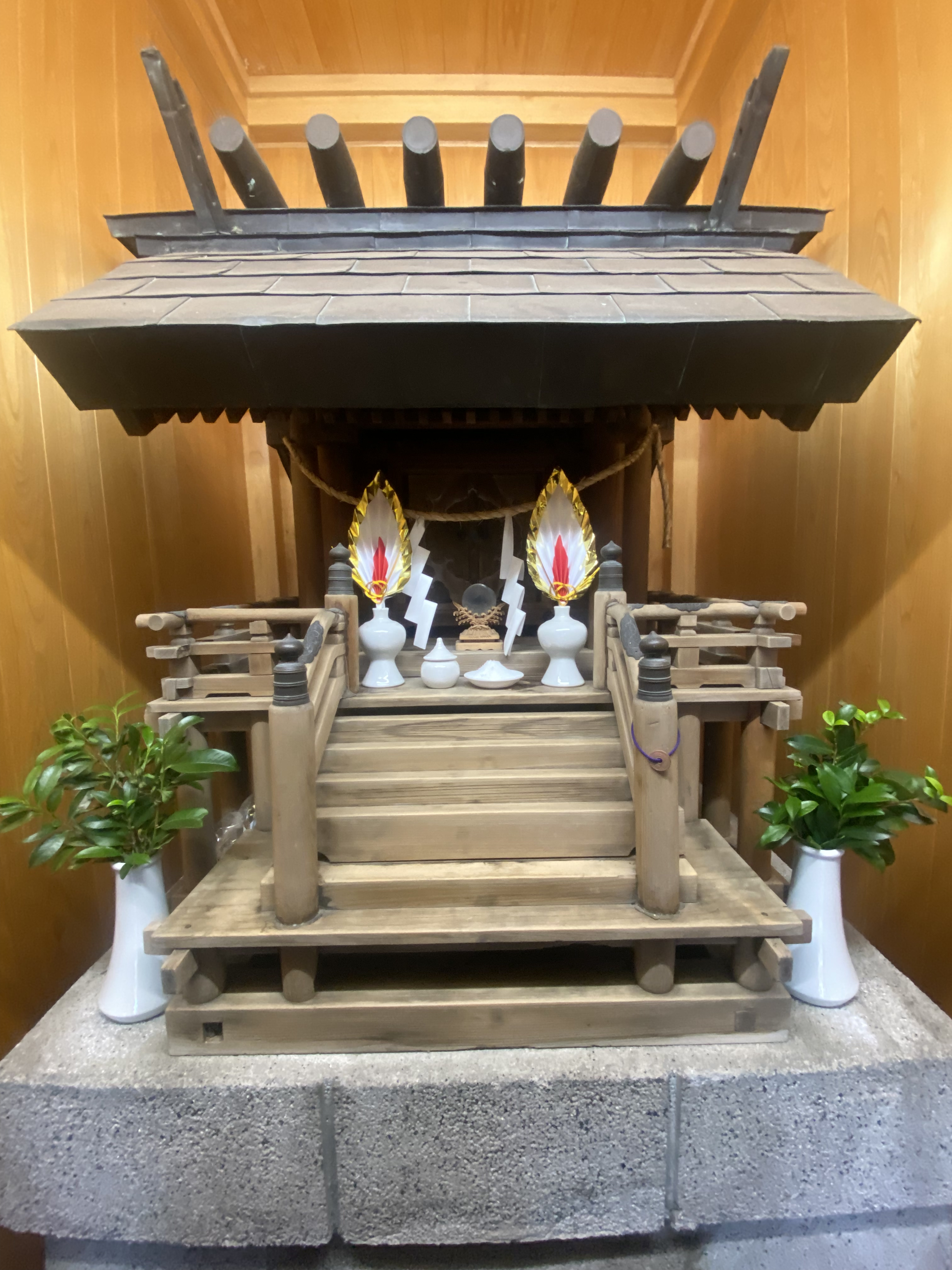
本殿
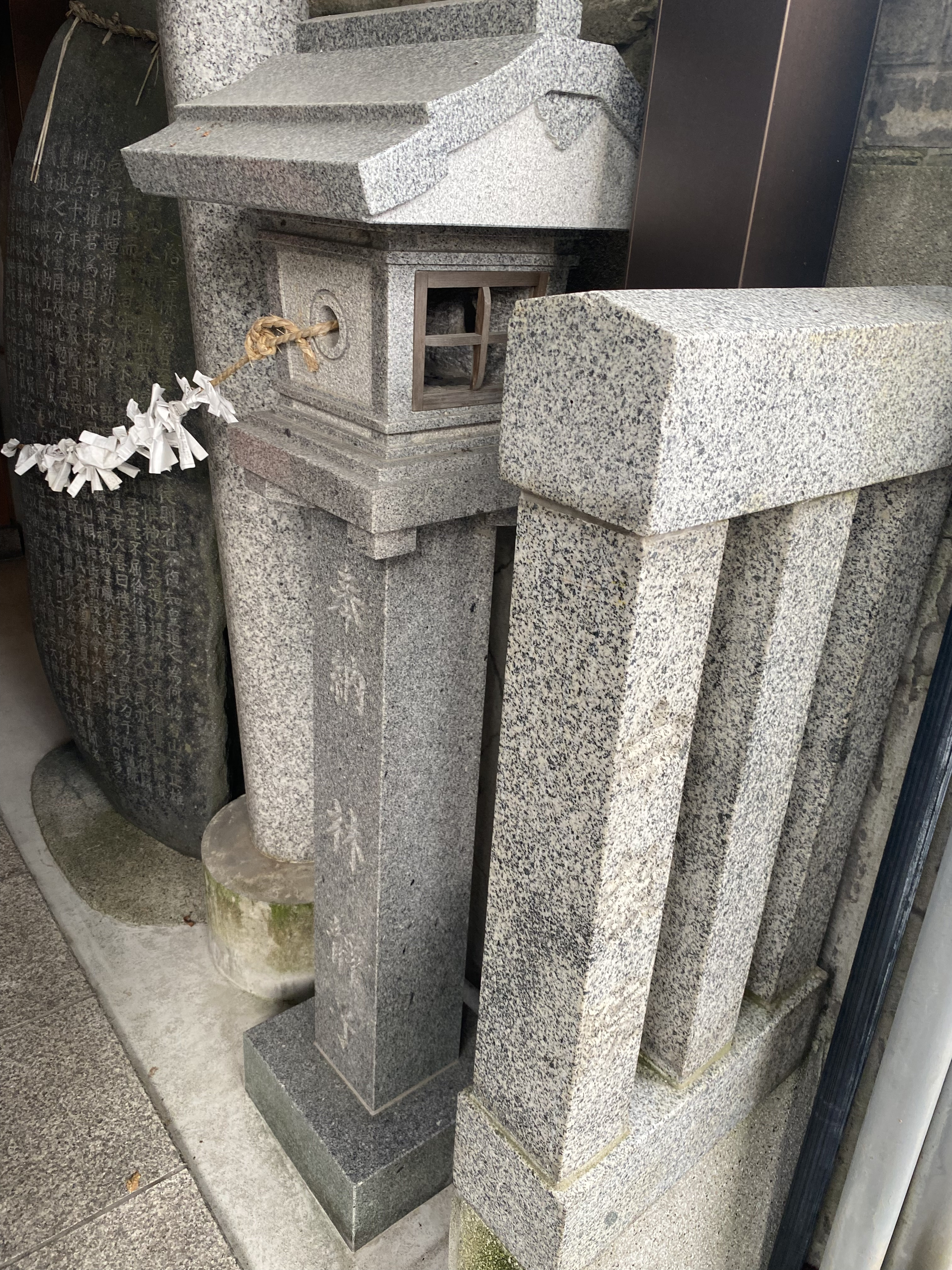
石碑の上におみくじ
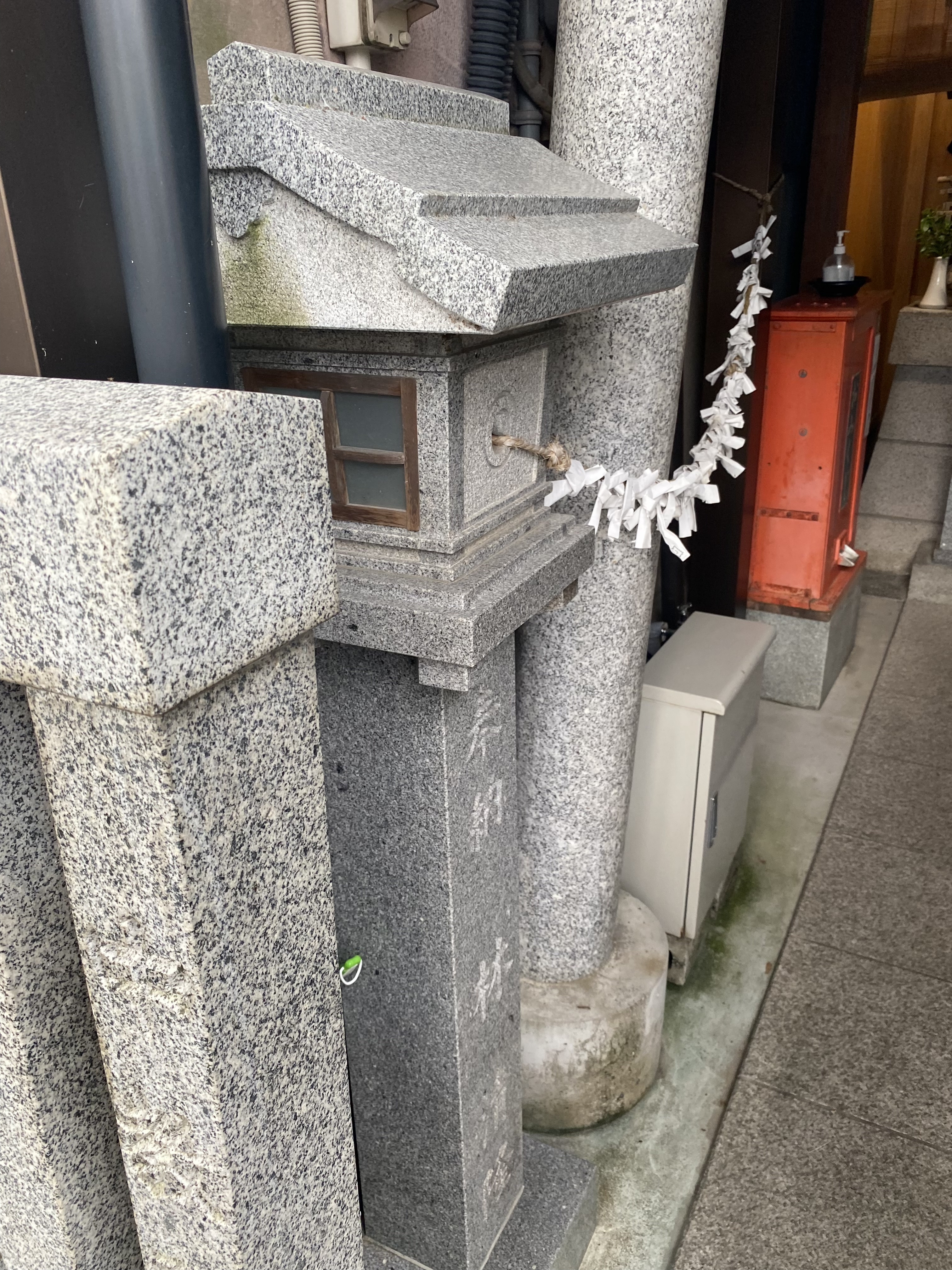
結ばれたおみくじ
パノラマビュー1
パノラマビュー2
パノラマビュー3
パノラマビュー4
パノラマビュー5
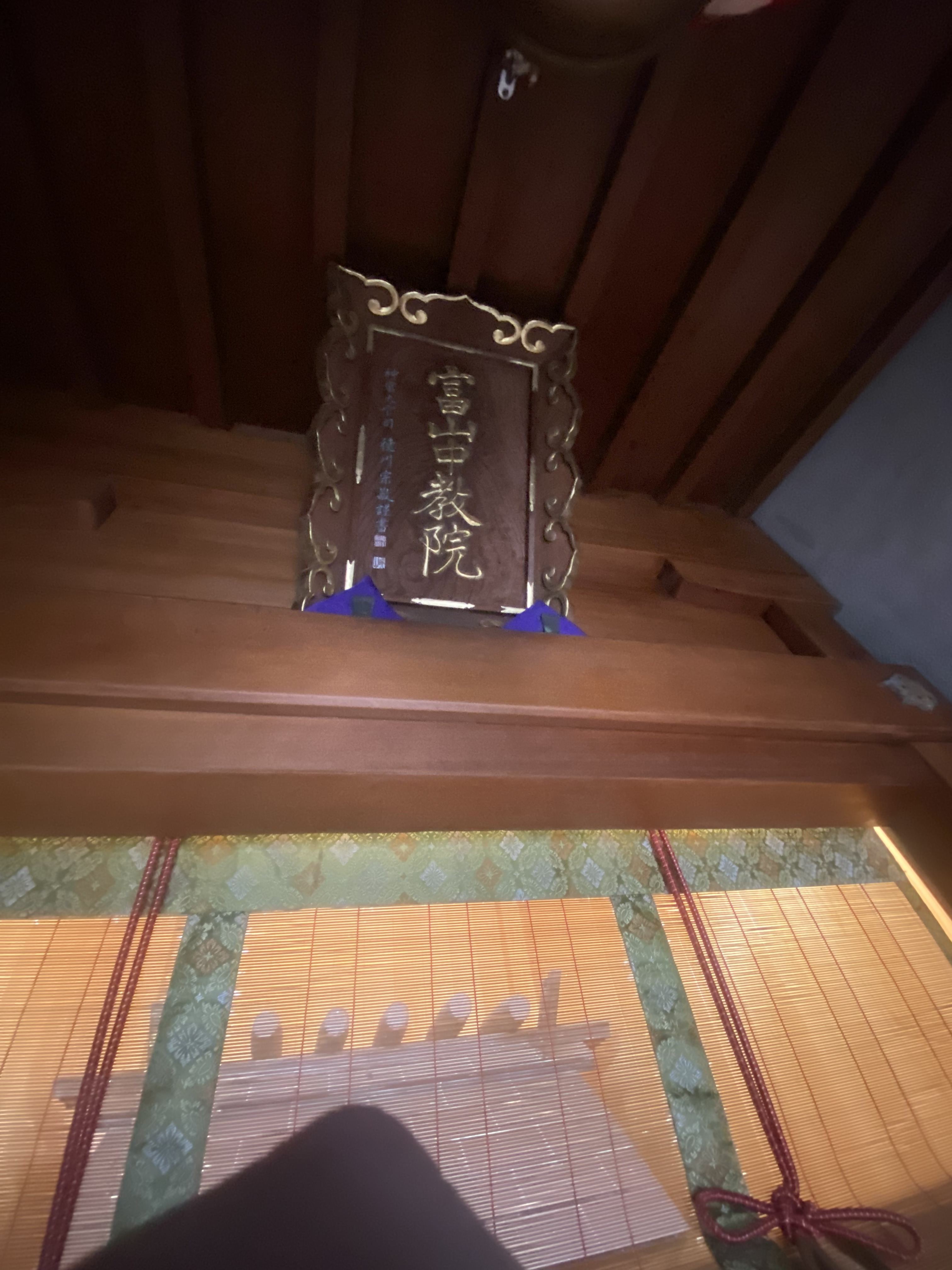
中教院の額
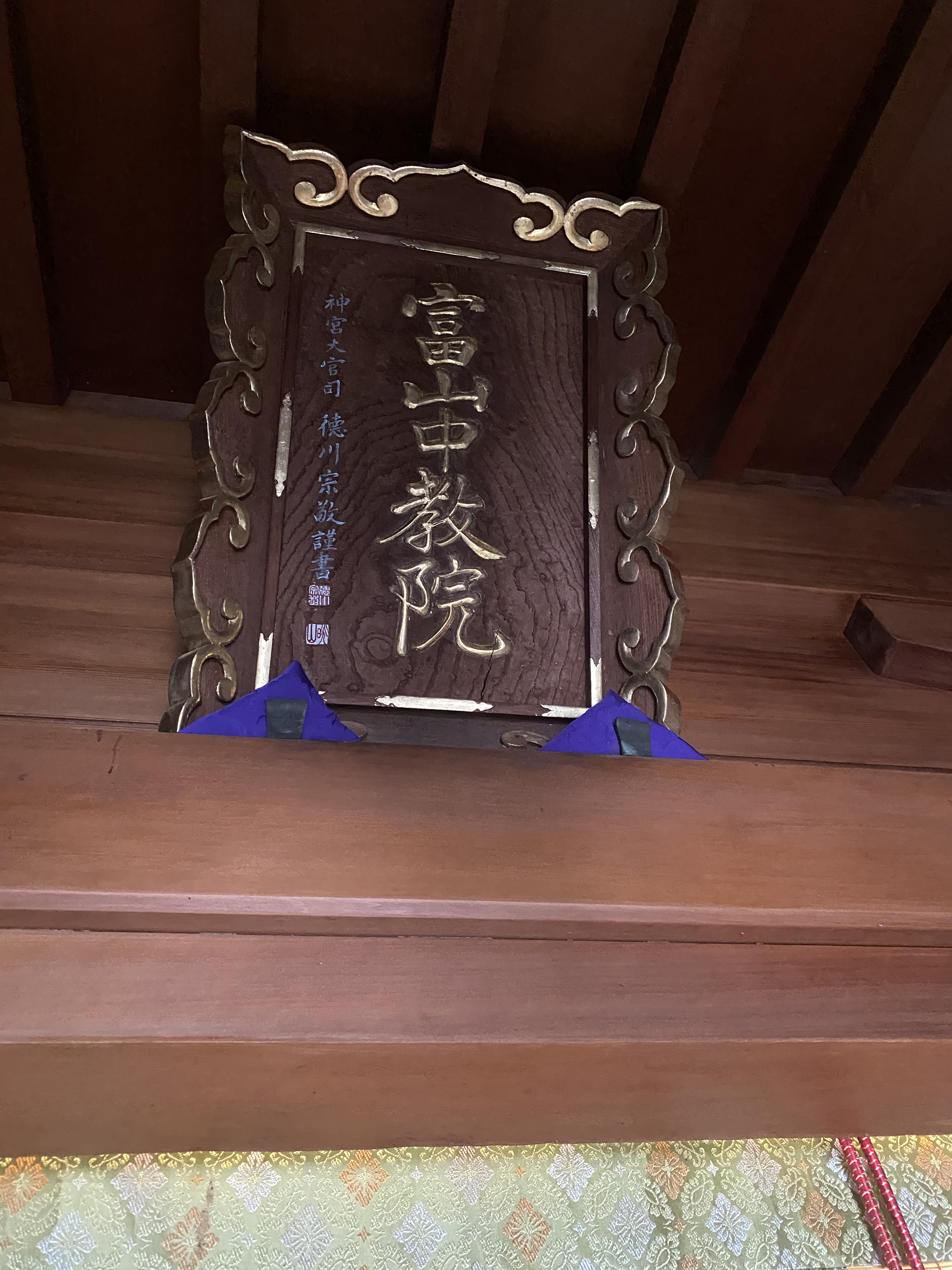
中教院の看板
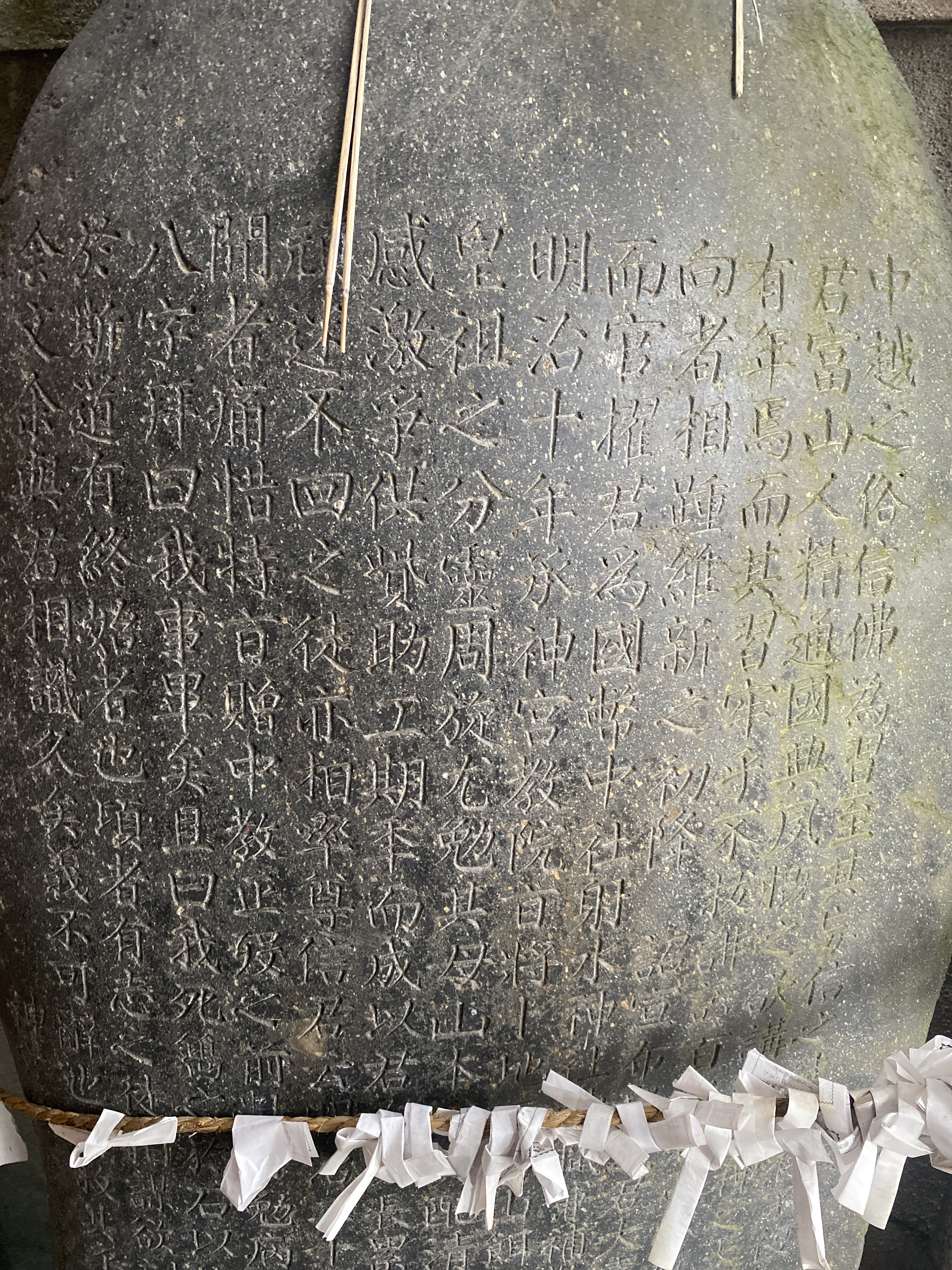
中教院の石碑
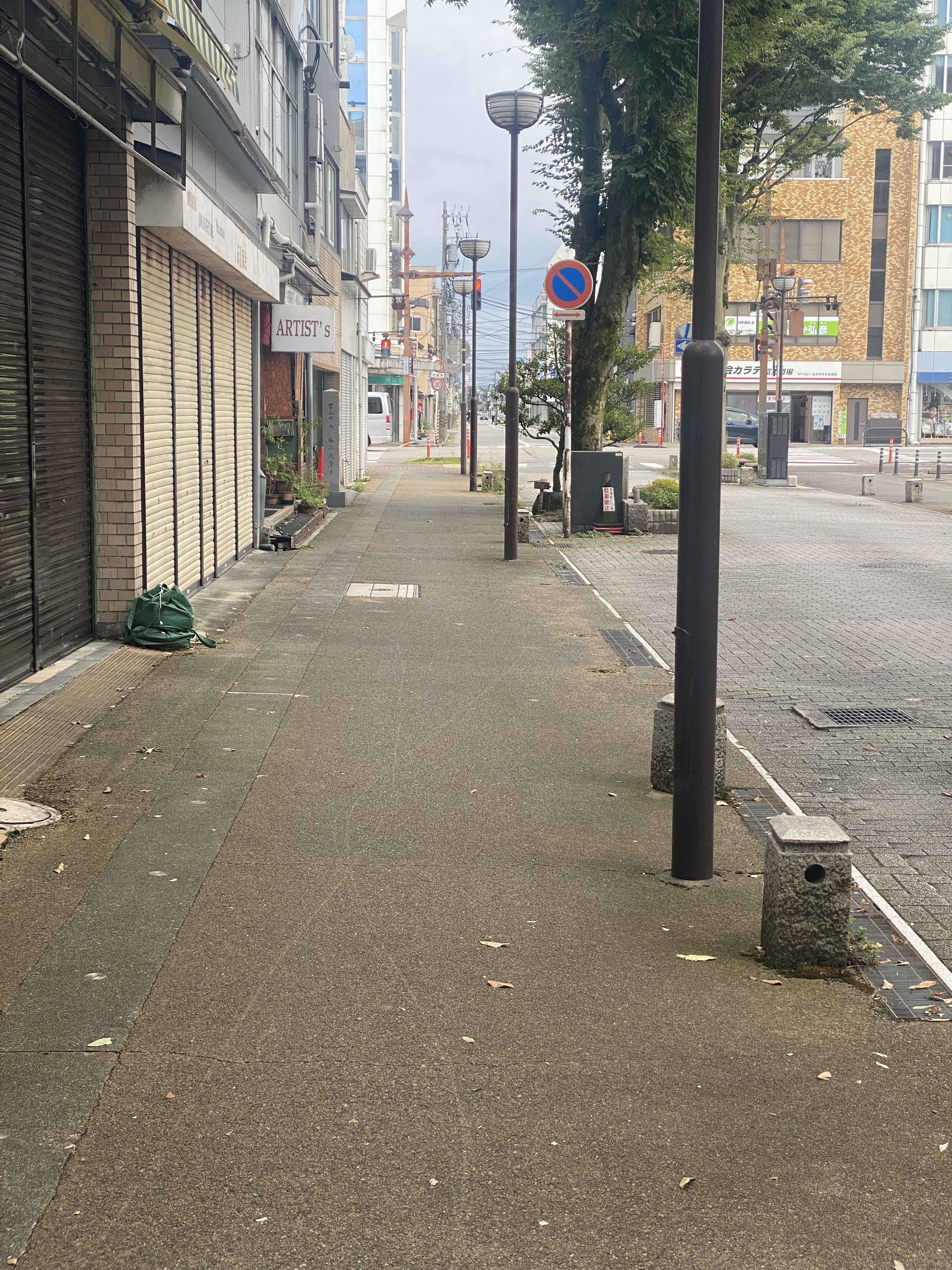
中教院の通りの景色
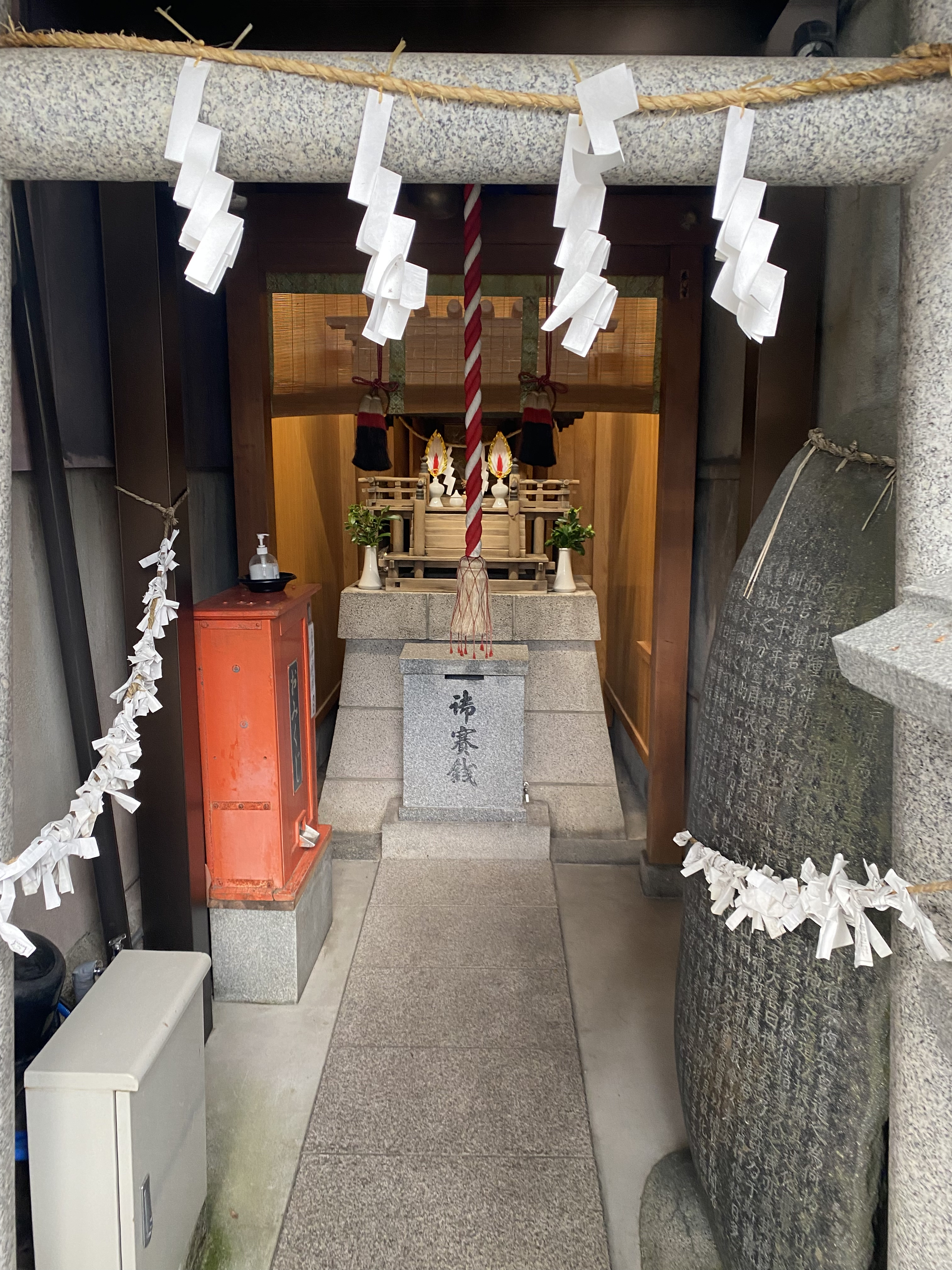
鳥居の注連縄がある本殿の景色
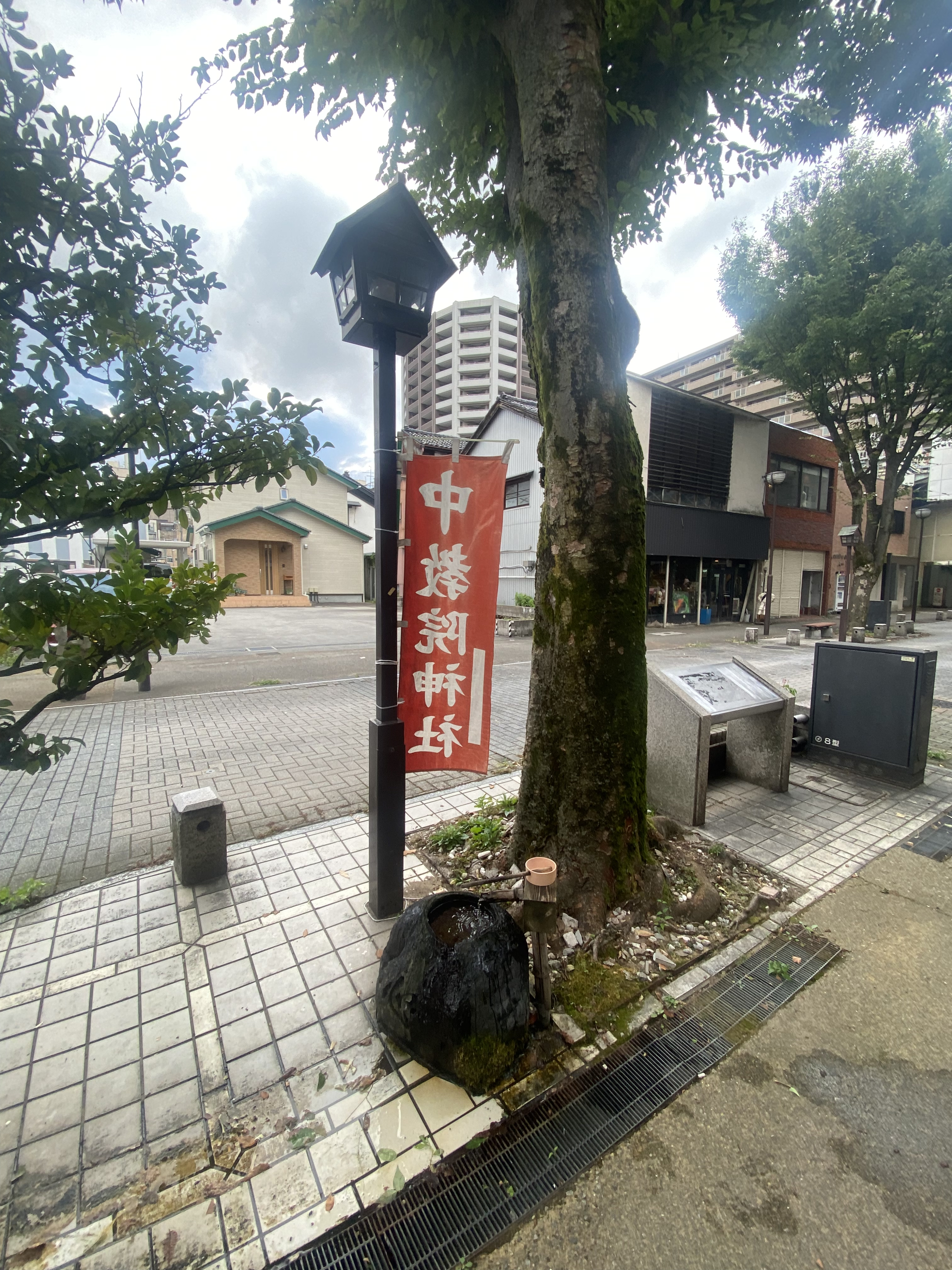
手水舎とともに神社から見た市内の景色
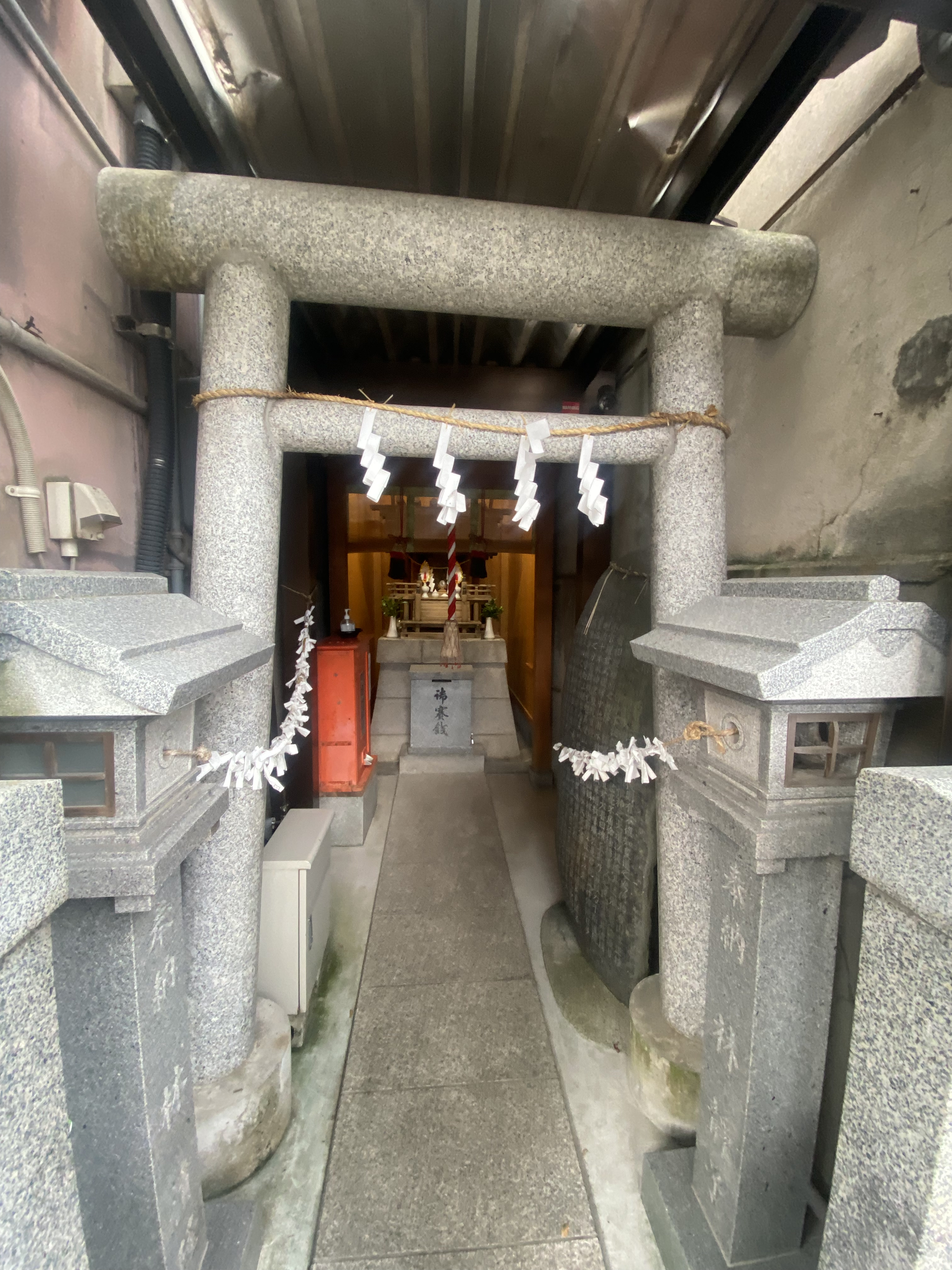
鳥居と内部の景色
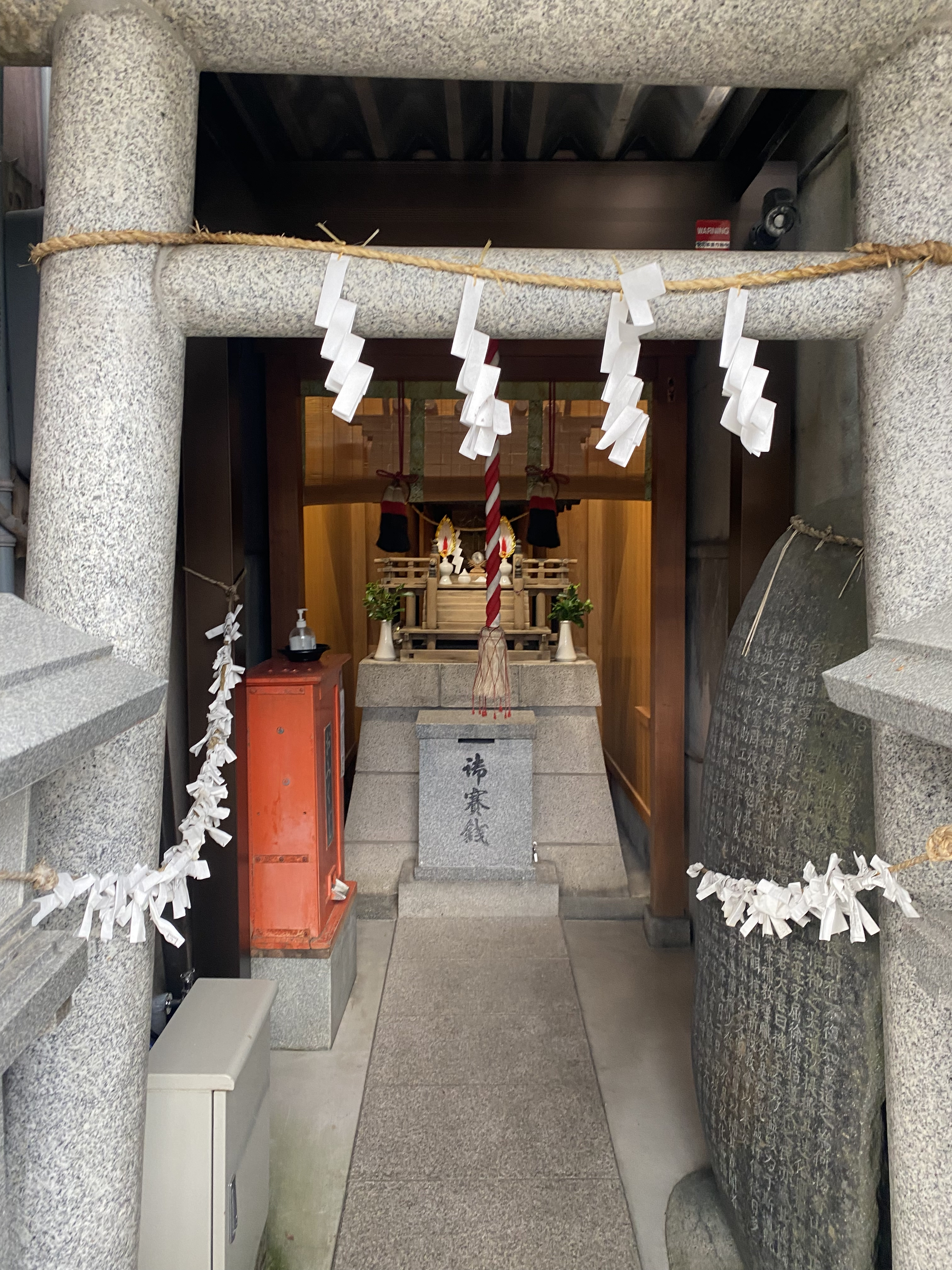
少し中に入った景色
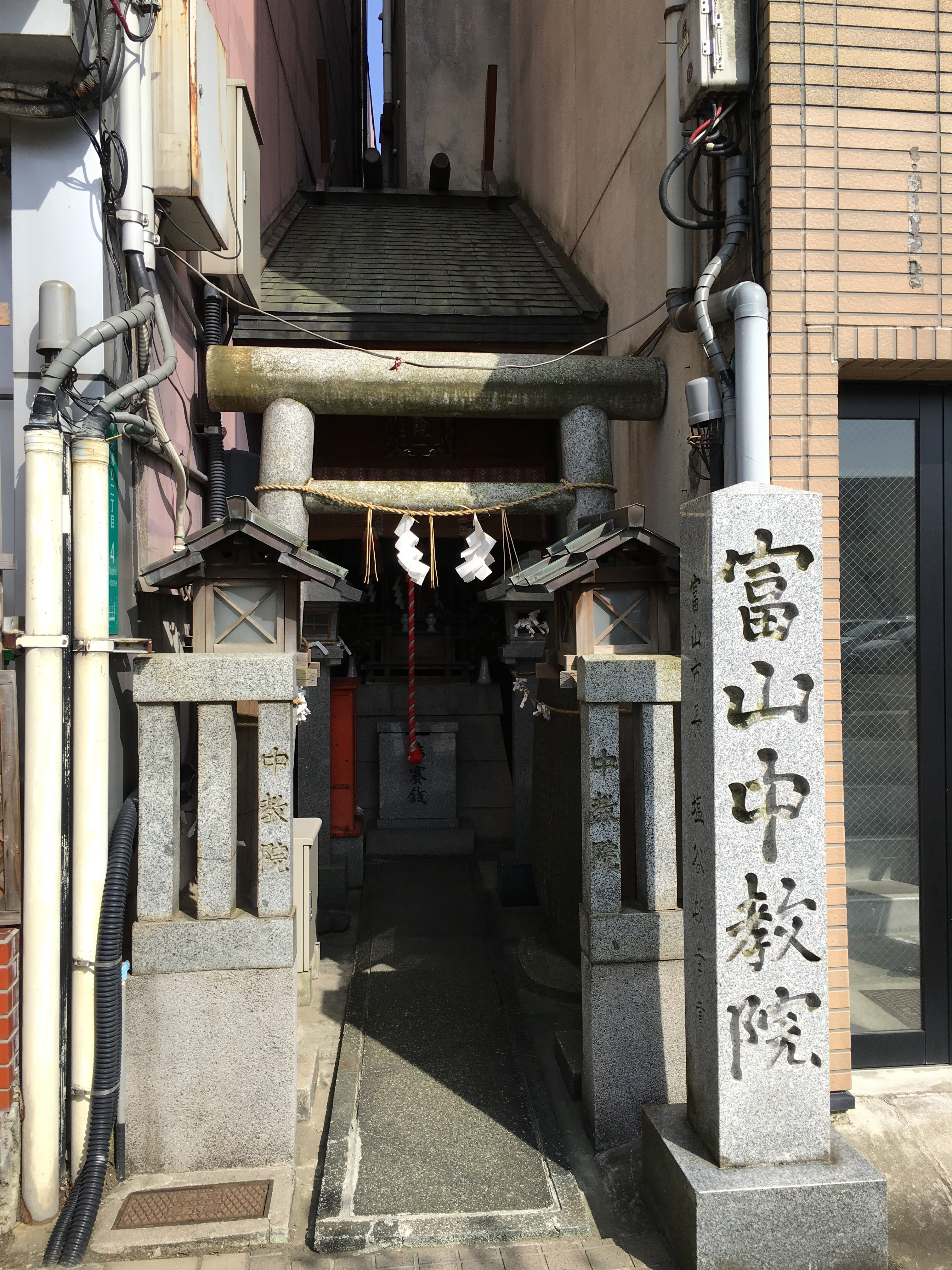
中教院の写真

## 脚註
1. 1 2 3  （117）中教院前バス停（ちゅうきょういんまえ 富山市） - 2016年（平成28年）12月5日、北日本新聞社
2. 1 2  『中教院（富山）の夜店始まる』北日本新聞 1977年7月2日朝刊16面
3. ↑  内閣記録局編、『法規分類大全第一編 社寺門一 神社一』（1頁）、1891年（明治24年）5月、内閣記録局
4. ↑  内閣記録局編、『法規分類大全第一編 社寺門一 神社一』（1及び2頁）、1891年（明治24年）5月、内閣記録局
5. ↑  矢吹慶輝、『日本精神と日本仏教』（123及び124頁）、1935年（昭和10年）1月、仏教聯合会
6. ↑  富山県編、『富山県史 通史編 近代上』（1066頁）、1981年（昭和56年）3月、富山県
7. ↑  小川原正道、「大教院の制度と初期の活動」、『武蔵野短期大学研究紀要』第16巻（125頁より136頁）、2002年（平成14年）6月、武蔵野短期大学
8. 1 2  富山県編、『富山県史 通史編Ⅴ 近代上』（1069頁）、1981年（昭和56年）3月、富山県
9. ↑  富山県編、『富山県史 年表』（225頁）、1987年（昭和62年）3月、富山県
10. ↑  富山県編、『富山県史 史料編Ⅵ 近代上』（1422頁）、1978年（昭和53年）10月、富山県
11. 1 2 3 4 5 6 7 8  富山市郷土博物館編、『博物館だより第33号』、1999年（平成11年）9月、富山市郷土博物館
12. 1 2 3  富山県編、『富山県史 通史編Ⅴ 近代上』（1069及び1070頁）、1981年（昭和56年）3月、富山県
13. 1 2 3 4 5  富山県編、『富山県政史 第七巻』（629頁より631頁)、1939年（昭和14年）1月、富山県
14. ↑  富山県編、『富山県史 通史編Ⅴ 近代上』（1070及び1071頁）、1981年（昭和56年）3月、富山県
15. 1 2 3  富山新聞社大百科事典編集部編、『富山県大百科事典』（540及び541頁）、1976年（昭和51年）8月、富山新聞社
16. ↑  富山地方鉄道株式会社編、『富山地方鉄道五十年史』（870頁）、1983年（昭和58年）3月、富山地方鉄道
17. 1 2  今尾恵介監修、『日本鉄道旅行地図帳 全線・全駅・全廃線 6号』（36頁）、2008年（平成20年）10月、新潮社
18. ↑  高瀬重雄編、『日本歴史地名大系第16巻 富山県の地名』（450頁）、2001年（平成13年）7月、平凡社
19. ↑  富山地方鉄道株式会社編、『富山地方鉄道五十年史』（894及び896頁）、1983年（昭和58年）3月、富山地方鉄道
20. ↑  富山地方鉄道編、 『富山地方鉄道70年史 この20年のあゆみ』 （97頁）、2000年（平成12年）、富山地方鉄道
21. ↑  富山大百科事典編集事務局編、『富山大百科事典 下巻』（240頁）、1994年（平成6年）8月、北日本新聞社
22. 1 2  商店街の娘 - BBTスペシャル - 2008年（平成20年）5月26日、富山テレビ放送
23. ↑  富山市役所編、『富山市史』（375及び389頁）、1909年（明治42年）9月、富山市役所
24. ↑  富山市史編纂委員会編、『富山市史 第三巻』（50頁）、1960年（昭和35年）4月、富山市史編纂委員会
25. ↑  『あつ〜い土曜日 ゴルフで"汗" 夜店で"涼"』北日本新聞 1982年7月11日朝刊20面
26. ↑  『マイトーク 富山市中央通り商栄会事業部イベント委員長 ○○○さん』北日本新聞 1998年7月30日朝刊22面
27. ↑  “富山中教院で「正遷座祭」　氏子たちによる御神体の移動も”. 富山経済新聞. (2020年11月27日) 2020年11月28日閲覧。